# 東野・岡村の旅猿 プライベートでごめんなさい…
『東野・岡村の旅猿 プライベートでごめんなさい…』（ひがしの・おかむらのたびざる プライベートでごめんなさい…）は、2010年10月11日から2025年3月27日まで日本テレビ系列で放送されていた旅番組・バラエティ番組であり、東野幸治と岡村隆史の冠番組。通称「旅猿」。
なお、番組タイトルに「旅猿」が付いたのは2回目の放送からであり、初回のタイトルは『東野・岡村のプライベートでごめんなさい…』だった。

## 概要
プライベートでも仲が良い東野と岡村が海外旅行する様子を撮影した「新型旅番組」。東野がやりたい事をやり、それを岡村が見届けるというのが番組の基本的スタンスである。初回のみTBSテレビで制作・放送されたが、第2回からは放送局を日本テレビに移行（理由は後述）、放送日や放送時間が変わりながらも現在に至っている。
基本的に東野・岡村とハンディーカメラを持った2人のディレクターの計4人のみで行動し、更に事前のロケハンなどもなく、従来の旅番組と比べて「素」「プライベート」「行き当たりばったり」という部分が大きく占めていることが特徴である。
旅の移動は、国内であればレンタカーやワゴンタクシー、番組が用意した車両のほか、「瀬戸内海・島巡りの旅」「岩手・久慈 あまちゃんロケ地巡りの旅」「北海道・知床 ヒグマを観ようの旅」「夏の北海道 満喫の旅」「高知・四万十川の旅」では電車移動もあった。海外では飛行機・船・列車のほか、現地の乗り物やレンタカーなどで移動する。「ロスからラスベガス オープンカーの旅」で東野と岡村が国際免許を取ったため、海外でも自分たちの運転で移動できるようになった。スタッフは堤本D（シーズン12より田川D）のみが同じ車両に乗り込んで撮影し、他のスタッフは別車両で移動する。公共交通機関の場合は複数人の場合もある。
番組のオープニングでは、2人が東京・港区にある喫茶店「珈琲園ぶらじる」で合流し、東野または岡村が独断で決めた旅先を告げるところから始まることが慣例となっているが、旅当日に出発地でOPを撮ることもある（主に地方ロケ）。いくつかの旅では、ばじりこでのOPロケの途中にゲストが参加し、そのまま出発していた。出川が一度だけシーズン4の「三度インドの旅」でゲストとしてブラジルでのOPロケに参加したが、番組を見たジミーからダメ出しをされ、それ以降は参加していない。
シーズン10の「藤沢・馬術部応援の旅」以降、関東近郊でロケがある場合は、「喫茶ばじりこ」の他に、豊川稲荷東京別院もしくは池袋御嶽神社でオープニング収録→そのままロケが行われることがある。
ロケは週末（金曜から日曜）に行われることが多いが、岡村は木曜の深夜（金曜日未明）にラジオ生放送があるため、番組がレギュラー化した当初はラジオ上がりでそのままロケに参加することが多かった。東野も金曜、もしくは土曜に『ワイドナショー』などの収録が入るようになったため、ロケ日は土日になることが多く、日帰りの旅も増えており、宿泊を伴う旅でも次の日の起床が早いことがある。岡村は仕事の都合でロケを完遂できないことがあり、その場合は一人で別行動を取ることがある。
スタッフは、東野や岡村・企画を持ち込んできたゲストから行きたいところの要望を聞き取り、それに沿った旅のプランを立てているが、旅の行程、立ち寄る店や場所はスタッフが決めているため、意にそぐわない仕込みを入れる事が多く、いざこざの一因となる事が多い。
レギュラー放送は当初1クールを1シーズンとしており、シーズン終了後は概ね3か月間の休止（シーズン4からシーズン9スタート前は休止中に「Classic」と呼ばれる傑作選を放送）を挟み次シーズンへ突入するスタイルを取っていたが、シーズン9以降は2クール制となり、休止を挟まずに放送されるようになった。
シーズン26の2025年2月7日（6日深夜）「フィリピン 満喫の旅」にて、2025年3月末でレギュラー番組を終了すると発表した。

## 歴史

### 初期
第1回「インドの旅」は正月特番として2008年1月2日にTBS系列で放送された。日本テレビ系の『箱根駅伝』の裏ということもあり、視聴率は振るわなかったが、この時点で番組の基本フォーマットは固まっていた。このときのタイトルは『東野・岡村のプライベートでごめんなさい… インドの旅』で、後のものとはタイトルロゴなどが異なる。後に別レーベルから少量生産でDVD化されたため、ファンの間では「幻の回」と呼ばれている。
第2回「中国の旅」は日本テレビの『サタデーバリューフィーバー』で前後編と2週に渡り放送された。日本テレビでの放送になったきっかけは、番組スタッフの1人がこの番組のファンであり、TBSが番組制作を止めた事を知ったスタッフが「だったらやらせてくれないか？」と申し出た事からである。当初の旅先はタイの予定だったが、国内情勢の悪化から第2候補の中国の蘇州・杭州に決まった。この第2回目は土曜の午後ながら10%近い視聴率を獲得した。この放送からタイトルが「東野・岡村の旅猿」になった。
第3回「ベトナムの旅」で初めてゴールデンタイムに進出した。視聴率10%台と及第点だったが評判が良く、「中国の旅」と共にDVD化が決定し、レギュラー放送が決定した。

### シーズン1 - 10
シーズン1
2010年10月11日より月曜日の『バリューナイト』枠でレギュラー化された。岡村にとってソロのレギュラー番組は初となり、『バリューナイト』を担当するのはコンビで出演した『99プラス』以来半年ぶりとなった。しかし番組開始時は岡村は無期限休養中であり、岡村は番組がレギュラー化するにあたり「タイトルから岡村を消してくれ」と自身のマネージャーに伝えた所、「岡村がいつ帰ってきてもいいように」という東野の提案でタイトルは「東野・岡村の－」のままにしたと言われていた。しかしその東野の発言は旅猿スタッフによる話題性目当ての嘘だったと岡村復帰後に発覚した。この期間中は岡村の代役として相方の矢部浩之や出川哲朗が出演していた。レギュラー放送開始に合わせ、出演者にイメージカラーの番号入り番組特製Tシャツが作られ、以降もゲストに配られるようになった。
「南房総の旅」で岡村が復帰。復帰後初のテレビ番組収録となった。レギュラー放送開始当初の予定では10月から4月までの半年間のレギュラー放送を予定していたが、好評だったため、3か月の放送期間延長が決定したことが2011年3月7日放送回で報告され、6月27日を以って終了。

シーズン2
続編製作の予定はなかったが2012年、岡村が『解決!ナイナイアンサー』のオファーを受ける事の交換条件として1クール（3か月）限定でシーズン2が実現した。最終目標はニュージーランドだったが、深夜2時台という時間帯の遅さで予算が大幅に縮小され、国内旅行になった。その後、ニュージーランドへはシーズン11で2人でキャンプという形で行くこととなった。
本番組のレギュラーシリーズ（傑作選であるClassicを除く）で旅行先が国内のみとなったのは、2020年10月現在、シーズン2、シーズン9、シーズン17がある。
ニュージーランドに連れていくメンバーを選ぶという名目でジミー大西と出川が出演し、以降この4人がレギュラー放送時のメンバーとしてほぼ固定されるようになり、ジミーはシーズン2のすべての旅に参加している。出川は八幡平の旅は仕事終わりで途中参加、網走の旅は不参加だった。シーズン2からシーズン7まで、製作著作は製作委員会方式が採用されていた。この回からあらかじめDVD化を決めて撮影されるようになる。

シーズン3
シーズン2のDVD版が好セールスを記録し、スペシャル版「タイの旅」と1クール限定でシーズン3の放送が決定。「タイの旅」は2014 FIFAワールドカップ・アジア4次予選の日本対ヨルダン戦の裏で放送されたが、裏番組で一番の視聴率を獲得した。このシーズンで行った「築地で海外ドラマ観まくりの旅」が、宿泊を伴う旅としては全シーズンを通して一番近場の旅となっている。

シーズン4
2013年10月6日からシーズン4として1クール限定での放送が決定。本番組のレギュラーシリーズでは初めて、深夜枠ではなく昼前枠での放送となった。これ以降、本番組はシーズン9まで昼前枠での放送が定着することになった。また、シーズン8までは1クールごとに新作（4月から6月及び10月から12月）とClassicと銘打った過去放送分の傑作選（7月から9月及び1月から3月）を交互に放送する形式となった。

シーズン5
2014年4月6日から6月22日まで放送。新企画として堤本D発案の「下みちの旅」シリーズが始まり、以降も不定期に旅が行われている。

シーズン6
2014年10月6日から12月21日まで放送。このシーズンでは、SPで放送された「カリブ海・中南米の旅」で放送されなかった、ケイマン諸島とジャマイカの旅をレギュラー回として放送した。

シーズン7
2015年4月12日から6月28日まで放送。

シーズン8
2015年10月4日から12月27日まで放送。シーズン2から続いていた製作委員会方式は終了し、製作著作は日本テレビに戻り、制作局（主に「ぐるぐるナインティナイン」）のプロデューサーが制作していたが、編成局の編成部プロデューサーが担当する事になった。

シーズン9
2016年4月3日から9月25日まで放送。初の2クール放送となった。また、このシーズンをもって、昼前の放送は終了した。

シーズン10
2016年10月13日（12日深夜）から2017年3月30日（29日深夜）まで放送。放送枠が木曜日の1:29（水曜深夜）からに変更となり、前作品に続き字幕放送と解説放送を設定されているが、解説放送においてはシーズン19まで日本テレビの25時台以降バラエティ番組で唯一である。シーズン8で終了していた製作委員会方式が復活した。シーズンは区切られているが、前シーズンとの間に1クールの休止期間を挟んでおらず、以降シーズン15まで実質的に連続で放送されている。

### シーズン11 - 20
シーズン11
2017年4月13日（12日深夜）から9月28日（27日深夜）まで放送。シーズン2から目標としていたニュージーランド・キャンプの旅がこのシーズンでようやく実現したが、天候不良で達成することができなかった。
また、このシーズン最後の「岐阜県・下呂温泉の旅」では、スタッフが行き先を勘違いしたため、急遽ロケ先が名古屋から下呂温泉に変更となった。この旅を参考に、この後のシーズンで「何も決めない旅」が始まる。

シーズン12
2017年10月5日（4日深夜）から2018年3月22日（21日深夜）まで放送。番組当初から同行ディレクターを務めていた堤本Dが、シーズンスタート前に体調不良による緊急入院のため演出にまわり、田川Dが後任として番組を進めることになった。出川がシーズンを通して初めて一度も出演がなく、シーズン14でも出演がなかった。

シーズン13
2018年4月5日（4日深夜）から2018年9月12日（11日深夜）まで放送。「スリランカでカレー食べまくりの旅」のロケの合間に、DVD累計販売100万枚突破記念のスペシャルトークをスリランカで収録しており、当初は旅猿ホームページのみの公開だったが、後に完全版として、シーズン12のDVD第5弾「スペシャルお買得版」内「青森・大間でマグロ満喫の旅」に収録されている。

シーズン14
2018年10月4日（3日深夜）から2019年3月21日（20日深夜）まで放送。DVD販売累計100万枚突破を記念して、初回の「長崎・五島列島の旅」では東野と岡村のTシャツのロゴが金色になった。このシーズンで番組スタート10周年を迎えた。

シーズン15
2019年4月11日（10日深夜）から2019年9月19日（18日深夜）まで放送。

特別版
2019年8月9日・16日、Huluにて配信。配信形式はシリーズ初となる。

シーズン16
2019年10月3日（2日深夜）から2020年3月19日（18日深夜）まで放送。

シーズン17
2020年4月9日（8日深夜）から9月17日（16日深夜）まで放送。4月30日（29日深夜）から5月29日（28日深夜）放送分は、新型コロナウイルス感染拡大に伴う緊急事態宣言が発令されロケが出来なくなったため、特別編として「旅猿Classic」以来4年ぶりの傑作選を放送。6月4日（3日深夜）から7月2日（1日深夜）放送分は、リモート収録でゲストを迎え、ゲストお勧めの過去の旅猿シリーズ思い出の旅を紹介。また、旅猿に出演したいゲストを迎えオススメの旅をプレゼンする形式で放送した。7月9日（8日深夜）放送分からロケが再開した。8月27日（26日深夜）から9月10日（9日深夜）放送の「再び都内で納涼スポット巡りの旅」では、徳井義実が芸能活動再開後初のテレビ出演を果たした。

シーズン18
2020年10月8日（7日深夜）から2021年3月25日（24日深夜）まで放送。

シーズン19
2021年4月8日（7日深夜）から9月16日（15日深夜）まで放送。

シーズン20
2021年10月7日（6日深夜）から2022年3月31日（30日深夜）まで放送。3月31日放送分は、3月16日に発生した福島県沖地震関連の緊急報道特番が放送されたため、本来翌日に放送するはずだった#22は翌週に延期となり、旅猿シリーズ初の2回分を同日に放送された。

### シーズン21 - 26
シーズン21
2022年4月14日（13日深夜）から9月22日（21日深夜）まで放送。8月11日（10日深夜）放送分から海外ロケが再開される。

シーズン22
2022年10月13日（12日深夜）から2023年3月23日（22日深夜）まで放送。

シーズン23
2023年4月6日（5日深夜）から2023年9月14日（13日深夜）まで放送。

シーズン24
2023年10月12日（11日深夜）から2024年3月28日（27日深夜）まで放送。

シーズン25
2024年4月11日（10日深夜）から2024年9月26日（25日深夜）まで放送。

シーズン26
2024年10月11日（10日深夜）から2025年3月27日（26日深夜）まで放送。最終シーズン。このシーズンの最終回をもって、14年半の歴史に幕を降ろした。

## 出演者
出演者には「旅猿ファミリー」として「旅猿オリジナルTシャツ」やパーカー、トレーナーが贈呈され、それぞれに違うイメージカラーと番号が振られている。番号やイメージカラーは出演順に固定のため、複数回出ても変わらない。ゲストがコンビの場合はイメージカラーが同色で番号が違う仕様となっている。テロップは白抜き文字で縁取りがイメージカラーと同色となっており、スタッフは白抜き文字のみとなる。なお、一般の人は白抜き文字で男性が紺系や青系、女性がピンクやオレンジなどの縁取りとなる。基本的にTシャツやトレーナーを着てのロケだが、雨天ロケ時にはイメージカラーのレインコート（ポンチョ）を羽織る事がある。旅先で気候に問題がある場合、現地調達で服や防寒着などを買って着込むことがある。バックパッカーという設定のため、通常は国内外問わずリュックサックを持っての行動となり、音声用のピンマイクは外から見えないように服の中に仕込んでいる。
宿泊に関しては、ゲストが男女関係なく同部屋で寝ることが基本となっているが、既婚者である持田香織、「高知・四万十川の旅」の満島ひかり、「北海道・流氷ウォークの旅」の前に結婚したベッキーは別部屋となっている。お風呂に関しては完全に別であるが、「トルコの旅」でmisonoが二人と一緒にハマムに入っている。
他の仕事のため旅の途中で帰国、もしくは帰京することがあり、その際は残ったメンバーで旅を続ける。

### レギュラー
東野幸治 - イメージカラーは■グリーン（黄緑が良いらしく、深緑を嫌う。本人や岡村、スタッフはカマキリ色と表現する事がある）
旅猿No.01
一行のまとめ役で基本的に旅の立案者だが、スタッフの仕込みを嫌い、度々堤本ディレクター（つっつん）や後任の田川ディレクターと衝突することがある。しかし、意外なところで笑顔を見せる。気候に合わせた服装を間違える、財布を無くす、チケットを紛失するなど、完全なる偽バックパッカーである上、スタッフとの打ち合わせと違うことを言いだしたり、わがままを言って旅の行程を変えようとするなどしてスタッフを困らせるなど、トラブルメーカーの側面もあるが、本人は「プライベートだから」と言って気にしていない模様。
全ての旅に参加しているが、3回目のインドの旅では仕事のため途中帰国した。
「八幡平の旅」で東野に弁当を酷評された東野担当の沖本マネージャー（アリエッティさん）は『ごぶごぶ』にも登場している。
スキューバライセンスを持っていなかったため、海に出る回では岡村・出川がスキューバを行うのに対し、もっぱらシュノーケリングや素もぐりで海を満喫しており、本人や岡村たちは「スモグラー」と呼んでいた。
中南米の旅では、ケイマン諸島沖の海底5 - 6メートルにある沈船に触るなど身体能力の高さを見せ、スタッフや現地のダイバーを驚かせた。
しかし、岡村たちがスキューバをする姿を見て、自分もライセンスを取りたいと思うようになり、スキューバライセンスを取るために学科を受け合格。その後「グアム・スキューバライセンス取得の旅」ではパスポートを持ってくるのを忘れ、出発が一日遅れるという番組史上最大の失態を犯したが、無事にライセンスを取得し、スモグラーを卒業、後にスタッフからライセンス取得のお祝いでイメージカラーのフィンやゴーグル、手袋などをもらったが、本人は困惑していた。
シーズン16「何も決めずに石川県の旅」では、宿泊予定の宿に電話したが、当日予約のつもりが翌日予約する大失態を起こした。予約したホテルには翌日、岡村、ゲストの佐藤とともに謝罪した。
岡村からは「東野さん」と呼ばれるが、稀に「東野」「アイツ」などと呼ばれ、出川からは番組当初から「ヒガシノリン」と呼ばれている。

岡村隆史（ナインティナイン） - イメージカラーは■ピンク（マゼンタ）
旅猿No.02
堤本ディレクターや田川ディレクターと衝突した東野をなだめる役回りが多いが、スタッフの仕込みには東野ほどではないが嫌悪感を持っている。東野が現地の人とのふれあいを拒否した際は、率先して受け入れている。その時に会った子どもたちに帰り際、東野がいないにもかかわらず、「バイバイ、ヒガシノ」とコールすることがお決まりになっている。先輩である東野のことを呼び捨てにしたり、稀にではあるが「アイツ」呼ばわりする。
基本的に旅の行き先を事前に教えてもらえないため、ロケによっては「どこに行くのか教えてほしい」「服装くらいは何着ていいのか教えてほしい」などと不満を感じている。
ゲストに関しても、東野やスタッフから聞くまでか、もしくは旅の当日に対面するまでは、基本的に誰が来るのか教えてもらえないことがほとんど。
インドで東野が財布を無くして以来、旅のお金を管理している。稀に財布を置き忘れたりお金の計算ができないなど、時々ポンコツぶりを発揮するが、時にはメンバーのパスポートの管理も任されることがある。また、いつも東野やスタッフのことを気にかけている。
「ベトナムの旅」の後、無期限休養で出演しなかったが、シーズン1の「南房総の旅」で復帰した。それ以降は睡眠時間にこだわるようになり、出発時間を巡ってのいざこざも多くなり、ぎりぎりまで寝られないかスタッフと言い合いになることもある。
キャンプやBBQをする旅では、自らを「火の番人」と称し、BBQコンロでの調理やたき火等の火の世話を行っており。自前のキャンプ用品を持って来ることもある。
海外ロケではスタッフの仕込みによりベッド数が足りないことが多いため、出川とのベッド争奪戦がお約束となっている（負けた場合は簡易ベッドやソファーベッド等で就寝する）。
カンボジアの旅とマレーシアの旅で仕事のために途中帰国。「瀬戸内海・島巡りの旅」ではナイナイアンサー収録のために出発時間に間に合わず、翌日現地で合流した。出川からは「岡村隆史」や「小僧」と呼ばれており、東野も同じように「岡村隆史」と呼ぶことがある。
スタッフに対しては、堤本Dは「つっつんさん」、田川Dは「田川さん」と呼ぶが、レギュラー初期は「つっつん」と「さん」付けしないで呼んでいたことがあった。
自身の誕生日が旅猿のロケ日に当たることが多く、ロケ中に誕生日をお祝いしてもらうことが多い。

### ゲスト
矢部浩之（ナインティナイン） - イメージカラーは■スカイブルー
旅猿No.03
岡村の代理として、レギュラー放送初回の「四国の旅」で初出演するが、ラジオ終わりの徹夜明けでの旅の上、つっつん（堤本D）の度重なるいい加減な演出方法に激怒してしまい、年下にもかかわらず「お前」呼ばわりした。最終的に和解したように思われたが、出川と参加した「韓国の旅」ではさらにエスカレートしてしまい、「おまえ、ハゲとるやないか!」の名言を残した。東野はおそらく今後は出ないだろうと語っている他、岡村によると「旅猿の話をしなくなった」ほどそりが合わなかった様子。
レギュラー放送の最初期にしか登場していないために、旅猿No.03が誰なのかがわからず、木下が聞く場面があった。
旅の中では堤本Dを一貫して「つっつん」と呼び、「さん」づけしなかった。
東野と出川は矢部の再出演とナイナイの競演を熱望しているが、先述のように岡村は「相方が出ると仕事モードになってしまう」ということで拒否し続けている。

出川哲朗 - イメージカラーは■オレンジ
旅猿No.04
東野・岡村とは旧知の仲で、海外ロケを中心にゲストとして最多の参加。岡村の代理として「もう一度インドの旅」で初参加。バラエティ番組のロケ等で海外慣れしているかと思いきや、バックパックでなくキャリーケースを持参して失敗したり、寝台列車から下りる準備を全くしていなかったためコンタクトレンズを使用するのに時間を要する、一般家庭のカレーを食べて腹を壊すなど、散々な旅となり、「プライベートでは二度とインドには行きたくない」とまで発言した。大の炭酸飲料愛飲者で、番組でも水代わりに飲んでいる。また、下戸でもあるため、他の出演者がビールで乾杯する中、コーラを注文するのがお決まりである。スパが好きで、東野・岡村に勧めたところ2人ともはまり、スパは海外の旅では定番となった。何かにつけて「クソ番組」「（東野・岡村やジミーに対して）頭がおかしい」と連呼するなど口は悪いが、実は一番番組が好きで、レギュラー出演を熱望している。
海外ロケでは岡村とのベッド争奪戦がお約束になっており、3回目のインドの旅でベッドを賭けてのじゃんけん勝負を提案、その後はベッドを賭けてのジャンケン勝負が定番化した。
シーズン11以降は、テレビ東京の自身の冠番組「出川哲朗の充電させてもらえませんか?」のロケ日と旅猿のロケ日が重なることが多くなったため参加することが少なくなっており、久しぶりに参加した「下呂温泉の旅」ではロケ日を変えるように嘆願していた。
シーズン12では、レギュラー化されて初めてシリーズを通しての出演がなく、シーズン14から16でも出演がなかった。
自分の旅のこだわりを番組内でやりたがる傾向があり、3人旅の時に移動でオープンカーに乗ることがあったが、散々な目に遭う事が続いたため、2人からはオープンカー禁止通達が出た。

ジミー大西 - イメージカラーは■イエロー
旅猿No.05
画家に転身して以降、バラエティー番組からは遠ざかっていたが、番組のファンだったため東野のオファーを即答。「スイスの旅」で十数年ぶりの本格的なバラエティー番組復帰となった。料理好きで、海外まで炊飯器を持参するほど食事にはこだわりを持つ。
シーズン2では全ての旅に参加し、"ジミー'sクッキング"として主に料理を担当した。温泉等にはほとんど興味を示さない一方で、川を見つけると迷わず入っていった。出川をかなり意識しており、同列に扱われることを極端に嫌がっているが、出川とコンビで行動することも多くなった。TKO木下が参加するようになってからは、木下をライバル視するようになった。
シーズン3までは呼ばれることも多かったが、出オチを考えて登場（島巡りの旅）、ルールを守らないでこっそり物を持ち込む（無人島の旅）など、番組にそぐわない行動が目立つようになったため、シーズン4では番組が始まったことを伝えずにいた。しかし、あまちゃんロケ地の旅では三陸鉄道の線路沿いで旗を振ったり、衣装を着て歌うなどいつの間にか参加していた。「〇〇を作ろうの旅」では、特製カチューシャを着けて参加した。
旅猿新年会では呼ばれていないにもかかわらず飛び入り参加、持田や華丸に絡むなど暴れまくった。「新年会に飛び入り参加する前に、酒を飲んでいて、酔っぱらっていた」ことを、東野が大阪でジミーに会った時に聞いたこと、同時に新年会で暴走したことについて謝罪があったことを「湘南・サーフィンの旅」で東野が明らかにした。「親子丼を作ろうの旅」でも、二日酔いでロケに参加した。
初期に比べると徐々に出番は少なくなってきており、実質的な旅の参加はシーズン4の「鴨川・小湊温泉で忘年会の旅」が最後。それ以降は自分で企画を持ち込んだ旅以外の参加がなかったが、シーズン16「インドネシア・バリ島で象とふれあいの旅」で6年半ぶりの海外への旅の参加となった。

misono - イメージカラーは■パープル
旅猿No.06
女性初の旅猿メンバー
日テレ側の女性ゲストを入れたいという希望で「トルコの旅」で初参加。当初、東野は日テレ側に上戸彩、綾瀬はるか、柴咲コウを上げていた。初めはハイテンションだったが、レストランの料理が口に合わず、ホテルで隣の客が来訪したときは本気でビビッてしまうなど徐々に元気がなくなってしまう。ホテルでは東野、岡村、出川と同室、ベットではなくソファーで就寝などの扱いを受けていた上、ベリーダンスを披露するために練習させられていた。しかし、レストランでの披露とは聞いておらず、つっつん（堤本D）と大揉めしてしまった。呼び名がミソ太郎→太郎ちゃんと呼ばれていた。
ハマム（トルコ風お風呂）では東野・岡村と一緒に入浴してあかすりを受けた。

ベッキー - イメージカラーは■ウォーターブルー
旅猿No.07
「タイの旅」で初参加。その後、「伊勢・志摩の旅」、「北海道・流氷ウォークの旅」、「ベッキーをお祝いしようの旅」にも参加。以前から旅猿ファンであり、東野・岡村も出演を熱望していた。
「タイの旅」では、裏でワールドカップ予選があったにもかかわらず、番組史上最高の視聴率だったことが後に語られている。タイにはプライベートも含めると、8回ほど来たことがあるという。
旅には仕事の関係で夜から合流したが、睡眠時間が3時間ほどしか取れなかった上に、翌朝から合流したジミー大西の車内での執拗な接近に困惑していた。
その後、シーズン13「伊勢・志摩の旅」で約5年ぶりの再登場となったが、用意されたレンタカーがマニュアル車だったため、AT限定免許の岡村と運転を拒否した東野の代わりに、一人で旅の間の運転を任される羽目になった。
実はシーズン12の「秩父温泉・254号線下みちの旅」で出演をオファーされていたが、スケジュールが合わず見送られていた。
シーズン15の「北海道・流氷ウォークの旅」にも出演。この直前に、巨人・片岡治大 二軍内野守備走塁コーチとの結婚を発表した。このロケ中、東野からは酷い対応をされていたが、宿泊したホテルで東野から、結婚祝いのサプライズ祝福を受けた。出会いは伊勢・志摩の旅の後だったという。この旅のロケ日と「3年A組-今から皆さんは、人質です-」の最終回のOA日が重なり、東野、岡村と共に視聴し、本編視聴中に号泣した。

木下隆行（TKO） - イメージカラーは■ブラウン
旅猿No.08
「築地で海外ドラマ見まくりの旅」で初参加。旅猿の大ファンを公言しており、体の大きい人を選ぼうという東野の意見で選ばれた。DVDを観ながら食べていたのは柏餅。
その後、木下プロデュースとして「軽井沢・BBQの旅」「グアム・スキューバダイビング取得の旅」「新潟・スノーボードの旅」に参加。出川と同様、ジミーにライバル視されている。
軽井沢とグアムの旅では、セルフプロデュースという形を取ってはいるが、ほとんどスタッフに任せっきりなので、メンバーから問いかけられても答えられないことが多い（ほかのメンバーが質問しても、スタッフが代わりに答えてしまう）。
その後は「恵比寿で新年会」の際は母親が経営している店を会場として提供したり、「信州・アイスクライミングの旅」ではスケジュールが合わなかった春日の代わりに旅に参加した。
番組に爪跡を残したいがために、娘を使ってヤラセっぽいことをするなど余計な事をやりたがるため、メンバーからは酷評されている。
シーズン5「軽井沢・BBQの旅」では元奥さんの、シーズン13「新潟・スノーボードの旅」では母親の手作り弁当を持参し、メンバーから絶賛されていた。

春日俊彰（オードリー） - イメージカラーは■ネイビー
旅猿No.09
木下と同じく体が大きいという理由で選ばれたが、ニッポン放送「オードリーのオールナイトニッポン」出演のため数時間抜けてしまう。DVDを観ながら食べていたのは塩分23％の梅干。番組内では一番若手ということで、DVDの操作を任された（東野曰く「リモコン大臣」）。
「信州･アイスクライミングの旅」でオファーされたがスケジュールが合わず、代役で木下がオファーされた。本人は奢りたくなかったらしい。
シーズン14の「伊豆・オートキャンプの旅」で約5年ぶりに再登場となったが、前回出演時に着用していたTシャツやパーカーで出演した。
移動中の車内で2人から3度にわたってコーヒーやお菓子を奢ってほしいとせがまれ、しぶしぶ了承し奢る羽目になった。

蛍原徹（雨上がり決死隊） - イメージカラーは■パープル
旅猿No.11
「岩手県・久慈あまちゃんロケ地巡りの旅」に参加。『あまちゃん』好きということでオファーされたが、実際は番組を観たことがなかった（妻が旅猿のファンということが合流時に語られている）。シーズン20「秋の徳島で秘境満喫の旅」で再登場。

バカリズム - イメージカラーは■グレー
旅猿No.12
「箱根・日帰り温泉 下みちの旅」「韓国・チェジュ島でグルメの旅」「バカリズムおすすめ福岡の旅」に参加。番組内では「バカリくん」と呼ばれていた。運転免許を持っておらず、番組内では終始運転せずに終わったが、「箱根・日帰り温泉下みちの旅」にて訪れた、大磯のカート場で行ったミニレースでは優勝した。

平愛梨 - イメージカラーは■レッド
旅猿No.13
「カリブ海」編に参加。キューバでの旅の途中で『ヒルナンデス!』出演のため、出川と帰国した。空港で集まった際は緊張と不安で号泣した上、キューバでは潔癖症ということも告白した。
メキシコ・カンクンでは小5以来入っていなかった海に入り、シュノーケリングを楽しんだ。入らなかった理由を聞かれると、「海に入ると病気になりそう」と勝手に思い込んでいたからとのことだった。
旅の途中で愚痴を言うことが多く、東野からは「女版東野やろ」と言われていた。
キューバのレストランではサルサも披露したが、misonoの時と同じくつっつん（堤本D）に頼まれ、旅の前に練習に行ったことが明かされた。

日村勇紀（バナナマン） - イメージカラーは■ブラック
旅猿No.14
「群馬県・猿ヶ京温泉 下みちの旅」に参加。以前から旅猿のファンを公言していたためにオファーされた。途中でスピードワゴンの井戸田に電話をかけ、参加するように催促する。

羽鳥慎一 - イメージカラーは■オリーブ
旅猿No.15
「茨城・下みちの旅」に参加。男旅は初めてということで合流後からテンションが高めだった。この回からオープニングの喫茶店が変更となる（この回のみ「純喫茶マリーナ」、その後は「喫茶ばじりこ」）。
旅の途中に通った小美玉市羽鳥地区が「羽鳥」のルーツだという話を車中でしていた。

持田香織（Every Little Thing） - イメージカラーは■濃紺
旅猿No.16
「北海道・知床 ヒグマを観ようの旅」で初参加。その後、「夏の北海道 満喫の旅」「恵比寿で新年会」「栃木県・持田香織さんにお詫びの旅」「青森・大間でマグロ満喫の旅」「冬の山形満喫の旅」「沖縄でアクティビティしまくりの旅」に参加。
女性ゲストの複数回登場は初めて。東野曰く「持田さんは北海道担当」「寒いところ担当」とのこと。
つっつん（堤本D）曰く、「岡村といい感じになったら」ということでオファーをしたが、オファー後に結婚発表をしたために思い通りにはいかなかった。
シーズン10の「恵比寿で新年会」にも参加したが、その際酒に酔ったジミー大西に絡まれ、迷惑をかけたお詫びとして「栃木県・持田香織さんにお詫びの旅」にも参加するなど、レギュラーゲストとして定着しつつある。
2回の北海道旅では、朝早くから2人のためにおむすびを作ったり、つっつんが用意した食材で朝食を作るなどしている。
持田が北海道ロケから祈願していた、シーズン15「北海道・流氷ウォークの旅」に参加する予定だったが、持田のソロデビュー10周年記念ツアー「KRASYS presents 持田香織10周年記念コンサートツアー2019［てんとてん］」のツアー時期と重なり、ロケに参加できなかった。旅猿スタッフからお詫びとして、「沖縄でアクティビティしまくりの旅」が組まれた。

博多華丸（博多華丸・大吉） - イメージカラーは■レボリューションイエロー
旅猿No.17
「高尾山・下みちの旅」に参加。途中立ち寄ったボートレース場でスタッフから借金して競艇をやった（持ち金がなくなったため）。ジミー大西とシャツの色が被っているとつっこまれたが、ホークスカラーのイエローだと反論していた。後の旅に出る相方の大吉も同じ色のシャツを着用している。

渡部建（アンジャッシュ） - イメージカラーは■ブルー
旅猿No.18
「鶴巻温泉・246号線 下みちの旅」に初参加。この旅はDVD化されていない。

博多大吉（博多華丸・大吉） - イメージカラーは■レボリューションイエロー
旅猿No.19
「熱海で海外ドラマ観まくりの旅」に初出演。この回は華丸と一緒に出演しており、コンビがゲスト出演するのは初めて。この旅はDVD化されていない。
旅館ではDVDではなくHuluでドラマを見た。

ほんこん（130R） - イメージカラーは■砂色
旅猿No.20
「湘南・サーフィンの旅」に参加。東野がサーフィンをやりたいという事で、サーフィンが得意なほんこんがオファーされたが、二人が待ち合わせに遅れて行ったり、ゲストらしくない雑な扱いをされるなど終始文句が多かった。サーフィンの後、自身が経営するたこ焼き屋でたこ焼きなどを振舞った。
この旅の際、サーフィンをしにハワイに一緒に行こうと東野や堤本ディレクターから言われていたが、実際は連れて行ってもらえず、そのことを知ったときは東野に激高していた。
その後、「何も決めずに長野・ワカサギ釣りの旅」「秩父温泉・254号線下みちの旅」にゲスト出演。秩父の旅では、ベッキーの代わりに急遽オファーされたことが明かされた。

佐藤栞里 - イメージカラーは□白地に■ピンク
旅猿No.21
「キャンプの聖地 山梨・道志村でリベンジの旅」に参加。本人は以前から出演を熱望していたが、オファーが決まったときに「3人で海外に行ける」と勝手に思っていた。レンタカーの運転を任されたが、都内をほとんど走ったことがない上、緊張のためにサイドブレーキを外し忘れていたり、ウインカーと間違えてワイパーを動かすなどしたため、東野が運転を代わり、最後まで運転することはなかった。
彼女がCMをしているスズキのレンタカーを用意してもらったり、つっつん（堤本D）がずっと彼女メインで撮影していたので、東野が「俺のつっつん」やと嫉妬にも似た発言をするなど、彼女にべったりだった。
シーズン16「何も決めずに石川県の旅」で再び参加。

満島ひかり - イメージカラーは■黒地に■ピンク
旅猿No.22
「高知・四万十川の旅」に参加。映画の番宣を勧められ「旅猿なら出てみたい」と答えた所、たまたま旅猿側からオファーがあり出演を快諾。高知の旅でよかったか東野は不安だったが、本人に聞くと「行きたい所だった」と答えてもらって一安心した。
旅の中では、奄美大島の旅を二人に薦め、もし行くなら案内すると約束した。前日に前乗りして高知市内を観光していたという。
東野は満島と仕事をするのが初めてじゃないかと発言していたが、女優になるかならないかの頃、『爆笑そっくりものまね紅白歌合戦スペシャル』（この時は浜崎あゆみのものまねをしたと発言した）に出ていたと言われ驚いていた。岡村はFolder5の頃に『めちゃ×2イケてるッ!』の「爆裂お父さん」のコーナーで共演している。

寺門ジモン（ダチョウ倶楽部） - イメージカラーは迷彩柄に□ホワイト
旅猿No.23
「新潟から福島・オオクワガタを捕ろうの旅」に参加。クワガタ捕りに詳しいという事でオファーされたが、東野からは「面倒くさい人を呼んだな」とOPから愚痴られていた。
実際、移動中や食事中、宿やクワガタ捕りに至るまでずっと喋り続けていたため、2人は対応に困っていた。
この旅は岡村発案の旅でもある。

又吉直樹（ピース）
旅猿No.24
「山梨県・淡水タイミング＆BBQの旅」に参加。車の免許を持っておらず運転することはなく、ダイビングの免許も持っていなかったため、シュノーケリングで本栖湖を満喫した。

小沢一敬（スピードワゴン）
旅猿No.25
「ハワイ・聖地ノースショアでサーフィンの旅」で初参加。泳げないうえに水に入ることが嫌いなため、当初はサーフィンを拒んでいた。しかし、ホテルでの水泳特訓と海でのサーフィン練習で1度だけ波に乗ることに成功した。

鈴木拓（ドランクドラゴン）
旅猿No.26
「秩父温泉・254号線下みちの旅」で初参加。OPでほんこん共々ベッキーの代わりに急遽オファーされたことを明かされショックを受けていた。
シーズン15の「群馬でフライフィッシングの旅」で再登場。フライフィッシングの指導役のはずが。東野が急遽テンカラをやりたいと言い出し、対応に困っていた上、追撮で疑似餌の作成をする羽目になった。

広瀬アリス
旅猿No.27
「木下プロデュース新潟・スノーボードの旅」で初参加。以前から旅猿に出たいと事務所に懇願して実現した。この旅が放送された当時、自身が出演する「正義のセ」が放送されていたため、番宣含めての出演となった。
二人には秘密だったため、休憩地のサービスエリアで合流という異例の形をとった。
スキーやスノボは未経験のため、指導者がついてスキーのレッスンを行った。「私をスキーに連れてって」のパロディPV撮影では、原田知世が演じた役を再現した。

ウド鈴木（キャイ〜ン） - イメージカラーは■小豆色
旅猿No.28
「ウド鈴木おすすめ 山形の旅」で初参加。山形出身ということでオファーされ、二人のガイド役として付いて回った。

中岡創一（ロッチ）
旅猿No.29
「長崎 五島列島でインスタ映えの旅」で初参加。2日目の朝食終了後に仕事のために帰京、旅の最後まで参加することができなかった。

木本武宏（TKO） - イメージカラーは■ブラウン
旅猿No.30
「木本プロディース 千葉の旅」で初参加。相方の木下には内緒で参加しており、移動中の車内で電話をかけ、旅猿に出ていることを報告した。OPの待ち合わせの場に来た時、東野に「旅猿の中で一番に誰なのかかわかりにくかったゲスト」と言われた。

飯尾和樹（ずん）
旅猿No.31
「何も決めずに佐賀の旅」で初参加。

加藤浩次（極楽とんぼ） - イメージカラーは□ホワイト
旅猿No.32
特別編「極楽とんぼとBBQの旅」で初参加。コンビでの出演は、シーズン10の「博多華丸・大吉」以来、コンビ揃っての旅猿初出演は初めて。

山本圭壱（極楽とんぼ） - イメージカラーは□ホワイト
旅猿No.33
特別編「極楽とんぼとBBQの旅」で初参加。

原西孝幸（FUJIWARA） - イメージカラーは■クリーム色
旅猿No.34
「東京湾でフィッシングの旅」で初参加。

山本博（ロバート） - イメージカラーは■青
旅猿No.35
「岐阜県で歴史巡りの旅」で初参加。

田村裕（麒麟） - イメージカラーは■グレーと■茶色の迷彩
旅猿No.36
「岐阜県で歴史巡りの旅」で途中参加。岐阜が舞台で岡村が出演する「麒麟がくる」とコンビ名「麒麟」繋がりで出演。しかし仕事の都合で途中離脱したため、「岐阜県で歴史巡りの旅」第2話のみの出演となった。

田中卓志（アンガールズ） - イメージカラーは■赤
旅猿No.37
「アンガールズ田中と広島県の旅」で初参加。

濱口優（よゐこ） - イメージカラーは■紫
旅猿No.38
シーズン16「何も決めずに岡山県の旅」、シーズン18「神奈川県で海外ドラマ見まくりの旅」、シーズン22「伊豆でダイビングの旅」で参加。

岩尾望（フットボールアワー） - イメージカラーは■水色
旅猿No.39
「群馬・122号線下みちの旅」で初参加。電話出演のみだがシーズン4「岩手県・久慈 あまちゃんロケ地巡りの旅」が旅猿初出演。

劇団ひとり - イメージカラーは■砂色
旅猿No.40
「鴨川で海外ドラマ観まくりの旅」で初参加。自身が所有する、キャンピングカーに乗って登場及び、海外ドラマを観る旅館までキャンピングカーで移動した。ドラマを観ながら食べたのは粉末スープ。

ヒロシ - イメージカラーは■茶
旅猿No.41
「千葉県でソロキャンプの旅」で初参加。

徳井義実（チュートリアル） - イメージカラーは■赤
旅猿No.42
「再び都内で納涼スポット巡りの旅」で初参加。不祥事による活動自粛解除後、初のテレビ出演となった。

大悟（千鳥） - イメージカラーは■グレー
旅猿No.43
「山梨でグランピングの旅」で初参加。コンビそろって旅猿初参加でもあり、コンビでの参加は極楽とんぼ以来である。

ノブ（千鳥） - イメージカラーは■グレー
旅猿No.44
「山梨でグランピングの旅」で初参加。

指原莉乃 - イメージカラーは■イエローに■ピンク
旅猿No.45
「出川・指原オススメ大分県の旅」で初参加。スケジュールの都合で旅2日目から合流した。

板倉俊之（インパルス） - イメージカラーは■藍色と■ねずみ色の迷彩
旅猿No.46
「千葉県でサバゲーを楽しもうの旅」で初参加。

黒田有（メッセンジャー） - イメージカラーは■茶色
旅猿No.47
「メッセンジャー黒田オススメ大阪〜淡路島の旅」で初参加。

津田篤宏（ダイアン） - イメージカラーは■エメラルドグリーン
旅猿No.48
「ダイアンのやりたい事をやろうの旅」で初参加。

ユースケ（ダイアン） - イメージカラーは■エメラルドグリーン
旅猿No.49
同上。

久保田かずのぶ（とろサーモン） - イメージカラーは■深緑
旅猿No.50
「再びおすすめ旅プラン聞きまくりの旅」「とろサーモンオススメ福岡の旅」で参加。

村田秀亮（とろサーモン） - イメージカラーは■深緑
旅猿No.51
同上

小杉竜一（ブラックマヨネーズ） - イメージカラーは■黒
旅猿No.52
「何も決めずに島根県の旅」で初参加。

天野ひろゆき（キャイ〜ン） - イメージカラーは小豆色
旅猿No.53
「鹿児島から熊本へ 白と黒の旅」で初参加。

矢部太郎（カラテカ） - イメージカラーは橙に黒
旅猿No.54
「鹿児島から熊本へ白と黒の旅」で途中参加。

黒沢かずこ（森三中） - イメージカラーはエメラルドグリーンにピンク
旅猿No.55
シーズン17「おすすめ旅プラン聞きまくりの旅」シーズン22「伊豆でダイビングの旅」で参加。

吉村崇（平成ノブシコブシ） - イメージカラーは■グレー
旅猿No.56
「何も決めずに長崎県の旅」で初参加

小籔千豊 - イメージカラーは■赤
旅猿No.57
「小籔プロデュース京都?の旅」で初参加

岡田圭右（ますだおかだ） - イメージカラーは■濃紺
旅猿No.58
「神戸でキャッチボールをしようの旅」で初参加

狩野英孝 - イメージカラーは■オレンジ
旅猿No.59
「狩野英孝プロデュース 宮城県の旅」で初参加

ケンドーコバヤシ - イメージカラーは■薄い紫
旅猿No.60
「何も決めずに広島県の旅」で初参加

くっきー! - イメージカラーは■白
旅猿No.61
「福岡でくっきー！のやりたい事をやろうの旅」で初参加
パーカーの文字は「旅チンパンジー」

伊藤幸司（ランジャタイ）- イメージカラーは■イエロー
旅猿No.62
「ランジャタイと富山県満喫の旅」で初参加

国崎和也（ランジャタイ）- イメージカラーは■イエロー
旅猿No.63
「ランジャタイと富山県満喫の旅」で初参加

秋山竜次（ロバート）- イメージカラーは■青
旅猿No.64
「福島でラーメンと風呂の巡りの旅」で初参加

### その他の出演者
岸学（どきどきキャンプ）
「千葉・南房総で24観まくりの旅」でDVD視聴後のクイズMCとして初出演。旅館に向かう最中、主演のジャック・バウアーのモノマネをする岸の名前が挙がり、スタッフが急遽来るように頼み、次の日の朝7時から旅館に入りスタンバイしていたという。
その後、「山梨・甲州で海外ドラマ観まくりの旅」、「築地で海外ドラマ観まくりの旅」、「鴨川で海外ドラマ観まくりの旅」でもクイズMCとして登場したが、観たDVDが『24 -TWENTY FOUR-』ではないことに嘆いていた。

KONISHIKI
「ハワイの旅」に夫妻で出演。2日目の宿泊先としてKONISHIKIの自宅を紹介され宿泊することとなった。ハワイ流の豪華なおもてなしを披露した上、翌朝には奥様が3人のために手作りのお弁当を持たせてくれた。

ハローケイスケ
吉本興業の「47都道府県住みます芸人」で北海道在住。東野とは顔なじみ。「北海道・屈斜路湖 カヌーで行く秘湯の旅」で、お昼休みに立ち寄った湖で行われていた「サーモン祭り」に手伝いとして参加していたところに遭遇。地元ではそこそこ人気があるらしい。

原俊作
田原俊彦のモノマネ芸人。「岩手県・久慈 あまちゃんロケ地巡りの旅」で、あまちゃんに出演したということから、宿泊する旅館にサプライズゲストとして登場。3人の前でモノマネショーを披露した。
その後、みんなと飲みたいと申し出たが断られ、一人で夕食を食べているところを蛍原に見られた上、次の日の早朝、3人が乗る始発列車に乗れなかった。

井戸田潤（スピードワゴン）
「群馬県・猿ヶ京温泉 下みちの旅」に途中参加。車での移動中に井戸田の話題となり、旅に呼ぼうということで日村から合流しないかと電話で誘われ、名古屋での仕事終わりに、きゅうきょ猿ヶ京温泉まで移動してきた（到着時点で午前0時を回っていた）。
次の日、朝の生放送があるため、朝風呂にみんなで入った後、帰京した。
呼ばれた理由は「『井戸田がスタッフの前で泣いていた』という岡村の話の真実を知りたかった」から（真相は「元奥さんが再婚することで、自分の子供が再婚相手の籍に入ることが辛かったから」とのこと）。

KLキンジョー
アジア版「吉本住みます芸人」。「マレーシアでオランウータンを撮ろう!の旅」で、移動のために向かった空港でたまたま遭遇。その時はマレーシアに住み始めて10日目だったという。東野のリクエストでマレーシア語でネタをやって地元の人にウケていた。

大泉洋（TEAM NACS）
「夏の北海道 満喫の旅」で声のみの出演。雨のため行き先に困り、岡村が仲良しの大泉に旭川おすすめスポットを聞くため電話をかけた。大泉たちも近場で「おにぎりあたためますか」（北海道テレビ放送）の撮影中だったが、同じように雨で撮影に行き詰っていたという。
移動中にばったり出会えたら何かしようという話だったが、大泉たちは美瑛、東野たちは旭川だったため、時間的に無理があるということで実現はしなかった。

平井伸治 - 鳥取県知事（放送当時3期目）
「何も決めずに鳥取県の旅」で、PRをオファーされ鳥取県に来た東野と岡村に会うために鳥取砂丘コナン空港の応接室で待っており、二人を温かく出迎えてくれた。
ロケ当日は羽田空港の近くでの事故の影響で、渋滞に巻き込まれてしまい、二人とも本来乗るはずだった便に乗れず、次の便に乗り換えての移動となったため、予定より2時間遅れての到着となった。

シークエンスはやとも
吉本所属のピン芸人。「都内で納涼スポット巡りの旅」で、怖い話を二人に聞かせるために四谷の某所で待っていた。本人は霊視などの能力があり、岡村についている霊を霊視して教えたため、岡村の希望でその後のロケに同行、パワースポット巡りなどについて行った。ロケ後には連絡先交換をしたという。

山口祥義 - 佐賀県知事（放送当時2期目）
「何も決めずに佐賀の旅」で、鳥取県の旅と同じくPRをオファーされ佐賀にやってきた3人（東野・岡村・飯尾）を、ゆるキャラとともに佐賀空港で出迎えてくれた。なお、スーツではなくカジュアルな服装での登場だった。

昴生（ミキ）
シーズン17「オススメ旅プラン聞きまくりの旅」で初登場。旅猿ファンを公言していて、自身が大好きな旅猿シリーズある、DVD見まくりの旅に出演を願っていた。旅のプランは「男はつらいよ」シリーズのDVD見まくりの旅で、DVD見まくりの旅を兼ねて、男はつらいよシリーズの舞台である、柴又へ聖地巡礼の旅をプレゼンした。

はるな愛
「何も決めずに愛媛県の旅」で声のみの出演。

吉田敬（ブラックマヨネーズ）
「和歌山県でマグロ解体ショーへの旅」で声のみの出演。

長崎亭キヨちゃんぽん
「何も決めずに長崎県の旅」で声のみの出演。

明石家さんま
「石垣島を自由に満喫しよう！の旅」で声のみの出演。

オール阪神・巨人・西川きよし・池乃めだか・川畑泰史・Mr.オクレ
「小籔プロデュース京都?の旅」でVTRのみの出演。
急遽、大阪にあるNGK（なんばグランド花月）に行くことになった

### ナレーション
奥貫薫 - イメージカラーは■ピンク
旅猿No.10
Tシャツは以前からスタッフより渡されていたが着る機会がなく、プレミアムトークライブ内のビデオメッセージで初披露。シーズン17「奥貫薫思い出セレクション」で初登場。

半井小絵（2011年5月23日 - 6月27日）
奥貫の産休時の代理

柳楽優弥（2016年5月22日 - 6月12日）
「その腕前お見それしました…。」のみ

徳島えりか（日本テレビアナウンサー）（2022年3月3日）
番組では発表しなかったが、奥貫の体調不良（後に新型コロナウイルス感染）による代理

### 同行スタッフ
- 堤本幸男
- 田川裕也

## 放送内容
放送時間はいずれも日本標準時（JST）による。

### 初期、スペシャル版（放送内容）
| 回数    | 放送日時                            | 旅先                                                 | 放送局                     | 備考 |
| ------- | ----------------------------------- | ---------------------------------------------------- | -------------------------- | --- |
| SP1     | 2008年1月2日 10:20 - 11:44          | インド                                               | TBS系全国ネット            | |
| SP2     | 2009年1月24日 13:30 - 14:30（前編） | 中国                                                 | 日本テレビ（関東ローカル） | |
| SP2     | 0000 1月31日 13:30 - 14:30（後編）  | 中国                                                 | 日本テレビ（関東ローカル） | |
| SP3     | 2009年7月1日 21:00 - 22:48          | ベトナム                                             | 日本テレビ系全国ネット     | |
| SP4     | 2011年4月13日 21:00 - 22:48         | ハワイ                                               | 日本テレビ系全国ネット     | ゲスト：出川哲朗 |
| SP5     | 2011年9月26日 22:00 - 23:24         | スイス                                               | 日本テレビ系全国ネット     | ゲスト：ジミー大西 |
| SP6     | 2012年4月30日 22:00 - 23:24         | トルコ                                               | 日本テレビ系全国ネット     | ゲスト：出川哲朗、misono |
| SP7     | 2013年3月26日 22:00 - 23:24         | タイ                                                 | 日本テレビ系全国ネット     | ゲスト：ベッキー、ジミー大西 |
| SP8     | 2014年7月15日 21:00 - 22:54         | メキシコ・キューバ                                   | 日本テレビ系全国ネット     | ゲスト：出川哲朗、平愛梨 |
| 特別版1 | 2019年8月9日 - 8月16日              | 極楽とんぼとBBQの旅                                  | Hulu                       | ゲスト：極楽とんぼ |
| 特別版2 | 2019年10月26日 14:55 - 16:55        | 秋の特別編：スリランカでカレー食べまくりの旅         | 日本テレビ（関東ローカル） | ゲスト：出川哲朗 |
| 特別版3 | 2020年1月25日 15:00 - 16:55         | 冬の特別編：ハワイ・聖地ノースショアでサーフィンの旅 | 日本テレビ（関東ローカル） | ゲスト：小沢一敬（スピードワゴン） |
| 特別版4 | 2020年5月3日 13:15 - 14:40          | ウド鈴木おすすめ山形県の旅                           | 日本テレビ（関東ローカル） | ゲスト：ウド鈴木（キャイ〜ン） |
| 特別版5 | 2020年6月7日 14:15 - 16:00          | 夏の特別編：台湾で出川さん卒業の旅                   | 日本テレビ（関東ローカル） | ゲスト：出川哲朗 |
| 特別版6 | 2021年2月21日 15:25 - 16:55         | 冬の特別編：北海道・流氷ウォークの旅                 | 日本テレビ（関東ローカル） | ゲスト：ベッキー |
| 特別版7 | 2023年12月23日 14:30 - 17:00        | 大間で岡村マグロ解体ショーへの旅 完結編              | 日本テレビ（関東ローカル） | ゲスト：ジミー大西、原西孝幸（FUJIWARA）、鈴木拓（ドランクドラゴン）、博多華丸、ダイアン、ミキ昴生、石井ブレンド、持田香織（Every Little Thing）、佐藤栞里 |
| 特別版8 | 2024年12月31日 8:30 - 10:30         | 岡村マグロリベンジの旅                               | 日本テレビ（関東ローカル） | ゲスト：ジミー大西、原西孝幸（FUJIWARA）、鈴木拓（ドランクドラゴン）、博多華丸、濱口優（よゐこ）、持田香織（Every Little Thing）、奥貫薫                   |

### シーズン1 - 10（放送内容）
| 回数    | 放送日                    | 旅内容                              | 備考                                                  |
| ------- | ------------------------- | ----------------------------------- | ----------------------------------------------------- |
| 1 - 2   | 2010年10月11日 - 10月18日 | 四国・酷道走破の旅                  | 代理出演：矢部浩之                                    |
| 3 - 6   | 2010年10月25日 - 11月15日 | もう一度インドの旅                  | 代理出演：出川哲朗                                    |
| 7 - 9   | 2010年11月22日 - 12月6日  | 韓国へリアクションの旅              | 代理出演：矢部浩之・出川哲朗                          |
| 10 - 11 | 2010年12月13日 - 12月20日 | 千葉・南房総で『24』観まくりの旅    | この回から岡村が復帰 ゲスト：岸学（どきどきキャンプ） |
| 12      | 2011年1月10日             | 新年会＆未公開SP                    | ゲスト：出川哲朗、VTR出演：矢部浩之                   |
| 13 - 16 | 2011年1月17日 - 2月7日    | パラオでイルカと泳ごう!の旅         | 同行ディレクター・つっつんが体調不良のため非出演      |
| 17 - 19 | 2011年2月14日 - 3月7日    | 是非見て欲しい奈良の旅              | 同行ディレクター・つっつんが復帰                      |
| 20 - 21 | 2011年3月21日 - 3月28日   | 地獄谷温泉で野猿の写真を撮ろう!の旅 |                                                       |
| 22      | 2011年4月18日             | ハプニング＆サプライズの旅          |                                                       |
| 23 - 26 | 2011年4月25日 - 5月16日   | 台湾で出川さん卒業の旅              | ゲスト：出川哲朗                                      |
| 27 - 28 | 2011年5月23日 - 5月30日   | キャンプで1泊2日の旅                |                                                       |
| 29 - 32 | 2011年6月6日 - 6月27日    | ネパールで原点回帰の旅              | レギュラー放送最終企画                                |

- レギュラー版は国内旅行は2 - 3週、海外旅行は3 - 4週というペースで放送されている。
- 2011年3月14日は、東日本大震災に伴う報道特別番組放送のため、休止

| 回数    | 放送日                    | 旅内容                                            | 備考                                                   |
| ------- | ------------------------- | ------------------------------------------------- | ------------------------------------------------------ |
| 1 - 4   | 2012年10月13日 - 11月3日  | 岩手・八幡平でキャンプと秘湯の旅                  | ゲスト：ジミー大西、出川哲朗                           |
| 5 - 7   | 2012年11月10日 - 11月24日 | 北海道・屈斜路湖 カヌーで行く秘湯の旅             | ゲスト：ジミー大西                                     |
| 8 - 10  | 2012年12月1日 - 12月15日  | 山梨・甲州で海外ドラマ（『Lの世界』）観まくりの旅 | ゲスト：ジミー大西、出川哲朗、岸学（どきどきキャンプ） |
| 11 - 12 | 2012年12月22日 - 12月29日 | 琵琶湖で船上クリスマスパーティーの旅              | ゲスト：ジミー大西、出川哲朗                           |

- シーズン2は「低予算」（東野談）であるため、経費節約のため、昼食は各々の知人女性の手作り弁当を持参している。1回目は東野担当の沖本マネージャー、2回目は山田與志（COWCOW）の妻（放送当時）、3回目は乙葉、4回目は出川が作ったカレーだった[注 71]。

| 回数   | 放送日                  | 旅内容                         | 備考                                                                      |
| ------ | ----------------------- | ------------------------------ | ------------------------------------------------------------------------- |
| 番外編 | 2013年4月10日           | チェンマイ・メーホンソーンの旅 | SP7「タイの旅」未公開シーン集                                             |
| 番外編 | 2013年4月17日           | バンコクの旅                   | SP7「タイの旅」未公開シーン集                                             |
| 1 - 5  | 2013年4月24日 - 5月22日 | 瀬戸内海・島巡りの旅           | ゲスト：ジミー大西、出川哲朗                                              |
| 6 - 8  | 2013年5月29日 - 6月12日 | 築地で海外ドラマ観まくりの旅   | ゲスト：木下隆行（TKO）、春日俊彰（オードリー）、岸学（どきどきキャンプ） |
| 9 - 10 | 2013年6月19日 - 6月26日 | 無人島・サバイバルの旅         | ゲスト：ジミー大西、出川哲朗                                              |

| 回数    | 放送日                    | 旅内容                                | 備考                             |
| ------- | ------------------------- | ------------------------------------- | -------------------------------- |
| 1 - 6   | 2013年10月6日 - 11月10日  | 三度 インドの旅                       | ゲスト：出川哲朗                 |
| 7 - 10  | 2013年11月17日 - 12月8日  | 岩手県・久慈 あまちゃんロケ地巡りの旅 | ゲスト：蛍原徹（雨上がり決死隊） |
| 11 - 12 | 2013年12月15日 - 12月22日 | 鴨川・小湊温泉にて忘年会の旅          | ゲスト：ジミー大西、出川哲朗     |

| 回数    | 放送日                  | 旅内容                           | 備考                         |
| ------- | ----------------------- | -------------------------------- | ---------------------------- |
| 1 - 4   | 2014年1月12日 - 2月2日  | 岩手・八幡平でキャンプと秘湯の旅 | ゲスト：ジミー大西、出川哲朗 |
| 5 - 9   | 2014年2月9日 - 3月16日  | 瀬戸内海・島巡りの旅             | ゲスト：ジミー大西、出川哲朗 |
| 10 - 11 | 2014年3月23日 - 3月30日 | 無人島・サバイバルの旅           | ゲスト：ジミー大西、出川哲朗 |

- 2014年2月23日は「東京マラソン2014」中継のため、休止

| 回数    | 放送日                 | 旅内容                           | 備考                              |
| ------- | ---------------------- | -------------------------------- | --------------------------------- |
| 1 - 6   | 2014年4月6日 - 5月11日 | カンボジア・穴場リゾートの旅     | ゲスト：出川哲朗                  |
| 7 - 9   | 2014年5月18日 - 6月1日 | 箱根日帰り温泉・下みちの旅       | ゲスト：バカリズム                |
| 10 - 12 | 2014年6月8日 - 6月22日 | 木下プロデュース 軽井沢・BBQの旅 | ゲスト：出川哲朗、木下隆行（TKO） |

| 回数   | 放送日                  | 旅内容                                | 備考                                                                      |
| ------ | ----------------------- | ------------------------------------- | ------------------------------------------------------------------------- |
| 1 - 3  | 2014年7月6日 - 7月20日  | 北海道・屈斜路湖 カヌーで行く秘湯の旅 | ゲスト：ジミー大西                                                        |
| 4 - 6  | 2014年7月27日 - 8月10日 | 山梨・甲州で海外ドラマ観まくりの旅    | ゲスト：ジミー大西、出川哲朗、岸学（どきどきキャンプ）                    |
| 7 - 8  | 2014年8月17日 - 8月24日 | 琵琶湖で船上クリスマスパーティーの旅  | ゲスト：ジミー大西、出川哲朗                                              |
| 9 - 11 | 2014年9月7日 - 9月21日  | 築地で海外ドラマ観まくりの旅          | ゲスト：木下隆行（TKO）、春日俊彰（オードリー）、岸学（どきどきキャンプ） |

- 2014年8月31日は「24時間テレビ 37」放送のため、休止

| 回数    | 放送日                   | 旅内容                        | 備考                           |
| ------- | ------------------------ | ----------------------------- | ------------------------------ |
| 1 - 6   | 2014年10月5日 - 11月9日  | カリブ海の旅                  |                                |
| 7       | 2014年11月16日           | メキシコ・カンクンの旅 番外編 | ゲスト：出川哲朗、平愛梨       |
| 8       | 2014年11月23日           | キューバの旅 番外編           | ゲスト：出川哲朗、平愛梨       |
| 9       | 2014年11月30日           | すき焼きで慰労会              | ゲスト：出川哲朗、ジミー大西   |
| 10 - 12 | 2014年12月7日 - 12月21日 | 群馬 猿ヶ京温泉・下みちの旅   | ゲスト：日村勇紀（バナナマン） |

| 回数    | 放送日                  | 旅内容                              | 備考                         |
| ------- | ----------------------- | ----------------------------------- | ---------------------------- |
| 1 - 4   | 2015年1月11日 - 2月1日  | もう一度インドの旅                  | 代理出演：出川哲朗           |
| 5 - 7   | 2015年2月8日 - 2月22日  | 韓国へリアクションの旅              | 代理出演：矢部浩之・出川哲朗 |
| 8 - 9   | 2015年3月1日 - 3月8日   | 地獄谷温泉で野猿の写真を撮ろう!の旅 |                              |
| 10 - 11 | 2015年3月15日 - 3月22日 | キャンプで1泊2日の旅                |                              |

| 回数   | 放送日                  | 旅内容                                  | 備考                         |
| ------ | ----------------------- | --------------------------------------- | ---------------------------- |
| 1 - 4  | 2015年4月12日 - 5月3日  | 茨城・下みちの旅                        | ゲスト：羽鳥慎一             |
| 5 - 6  | 2015年5月10日 - 5月17日 | 富士宮・ピクニックの旅                  | ゲスト：ジミー大西、出川哲朗 |
| 7 - 12 | 2015年5月24日 - 6月28日 | マレーシアでオランウータンを撮ろう!の旅 | ゲスト：出川哲朗             |

| 回数    | 放送日                  | 旅内容                                | 備考                             |
| ------- | ----------------------- | ------------------------------------- | -------------------------------- |
| 1 - 6   | 2015年7月5日 - 8月9日   | 三度 インドの旅                       | ゲスト：出川哲朗                 |
| 7 - 10  | 2015年8月16日 - 9月13日 | 岩手県・久慈 あまちゃんロケ地巡りの旅 | ゲスト：蛍原徹（雨上がり決死隊） |
| 11 - 12 | 2015年9月20日 - 9月27日 | 鴨川・小湊温泉にて忘年会の旅          | ゲスト：ジミー大西、出川哲朗     |

- 2015年8月23日は「24時間テレビ 38」放送のため、休止

| 回数    | 放送日                    | 旅内容                               | 備考                                   |
| ------- | ------------------------- | ------------------------------------ | -------------------------------------- |
| 1 - 4   | 2015年10月4日 - 10月25日  | 北海道・知床 ヒグマを観ようの旅      | ゲスト：持田香織（Every Little Thing） |
| 5 - 10  | 2015年11月1日 - 12月13日  | グアム・スキューバライセンス取得の旅 | ゲスト：出川哲朗、木下隆行（TKO）      |
| 11 - 12 | 2015年12月20日 - 12月27日 | 高尾山・下みちの旅                   | ゲスト：博多華丸（博多華丸・大吉）     |

| 回数   | 放送日                  | 旅内容       | 備考               |
| ------ | ----------------------- | ------------ | ------------------ |
| 1 - 4  | 2016年1月10日 - 1月31日 | 中国の旅     |                    |
| 5 - 8  | 2016年2月7日 - 3月6日   | ベトナムの旅 |                    |
| 9 - 11 | 2016年3月13日 - 3月27日 | スイスの旅   | ゲスト：ジミー大西 |

- 2016年2月28日は「東京マラソン2016」中継のため、休止

| 回数    | 放送日                  | 旅内容                                        | 備考                                           |
| ------- | ----------------------- | --------------------------------------------- | ---------------------------------------------- |
| 1 - 3   | 2016年4月3日 - 4月17日  | ジミープロデュース 産地で親子丼を作ろうの旅   | ゲスト：ジミー大西 DVD未収録                   |
| 4 - 7   | 2016年4月24日 - 5月15日 | 鶴巻温泉・246号線 下みちの旅                  | ゲスト：渡部建（アンジャッシュ） DVD未収録     |
| 8 - 9   | 2016年5月22日 - 5月29日 | その腕前お見それしました…門前仲町・天ぷらの匠 | DVD未収録                                      |
| 10      | 2016年6月5日            | その腕前お見それしました…神保町・焼きそばの匠 | DVD未収録                                      |
| 11      | 2016年6月12日           | その腕前お見それしました…幡ヶ谷・餃子の匠     | DVD未収録                                      |
| 12 - 17 | 2016年6月19日 - 7月24日 | 石垣島スクーバダイビングの旅                  | ゲスト：出川哲朗                               |
| 18 - 20 | 2016年7月31日 - 8月14日 | 熱海で海外ドラマ観まくりの旅                  | ゲスト：博多華丸・大吉 DVD未収録               |
| 21 - 25 | 2016年8月21日 - 9月25日 | 夏の北海道 満喫の旅                           | ゲスト：持田香織（Every Little Thing）、大泉洋 |

- 2016年8月28日は、「24時間テレビ 39」放送のため、休止

| 回数    | 放送日                    | 旅内容                                                         | 備考                                                                                           |
| ------- | ------------------------- | -------------------------------------------------------------- | ---------------------------------------------------------------------------------------------- |
| 1 - 3   | 2016年10月12日 - 10月26日 | 西伊豆・ツーリングの旅                                         | ゲスト：出川哲朗                                                                               |
| 4 - 9   | 2016年11月2日 - 12月7日   | ロスからラスベガスオープンカーの旅                             | ゲスト：出川哲朗                                                                               |
| 10      | 2016年12月21日            | 特別編                                                         | DVD未収録                                                                                      |
| 11      | 2016年12月28日            | 番外編（よしもと幕張イオンモール劇場でプレミアムトークライブ） | DVD未収録                                                                                      |
| 12 - 13 | 2017年1月4日 - 1月11日    | 藤沢・馬術部応援の旅                                           |                                                                                                |
| 14 - 16 | 2017年1月18日 - 2月1日    | ジミープロデュース究極のお好み焼きを作ろうの旅                 | ゲスト：ジミー大西                                                                             |
| 17      | 2017年2月8日              | 恵比寿で新年会                                                 | ゲスト：持田香織（Every Little Thing）、出川哲朗、 ジミー大西、博多華丸・大吉、木下隆行（TKO） |
| 18 - 20 | 2017年2月15日 - 3月1日    | 栃木県・持田香織さんにお詫びの旅                               | ゲスト：持田香織（Every Little Thing）                                                         |
| 21 - 24 | 2017年3月8日 - 3月29日    | 信州・アイスクライミングの旅                                   | ゲスト：木下隆行（TKO）                                                                        |

- 2016年12月14日は「いよいよ今週！中居正広の5番勝負！侍ジャパン＆メダリストと夢試合名場面ランキング」放送のため、休止。

### シーズン11 - 20 （放送内容）
| 回数    | 放送日                  | 旅内容                                   | 備考                                 |
| ------- | ----------------------- | ---------------------------------------- | ------------------------------------ |
| 1 - 6   | 2017年4月12日 - 5月17日 | ニュージーランド・キャンプ旅             |                                      |
| 7 - 9   | 2017年5月24日 - 6月17日 | 湘南サーフィン旅                         | ゲスト：ほんこん（130R）             |
| 10 - 13 | 2017年6月14日 - 7月5日  | キャンプの聖地山梨・道志村でリベンジの旅 | ゲスト：佐藤栞里                     |
| 14 - 18 | 2017年7月12日 - 8月9日  | 高知・四万十川の旅                       | ゲスト：満島ひかり                   |
| 19 - 21 | 2017年8月16日 - 8月30日 | 新潟から福島へオオクワガタ捕りの旅       | ゲスト：寺門ジモン（ダチョウ倶楽部） |
| 22 - 24 | 2017年9月6日 - 9月27日  | 岐阜県・下呂温泉の旅                     | ゲスト：出川哲朗                     |

| 回数    | 放送日                        | 旅内容                                         | 備考                                                                     |
| ------- | ----------------------------- | ---------------------------------------------- | ------------------------------------------------------------------------ |
| 1 - 4   | 2017年10月4日 - 10月25日      | 山梨県・淡水ダイビング＆BBQの旅                | ゲスト：又吉直樹（ピース） このシーズンよりメインDが堤本Dから田川Dに交代 |
| 5 - 10  | 2017年11月1日 - 12月6日       | ハワイ・聖地ノースショアでサーフィンの旅       | ゲスト：小沢一敬（スピードワゴン）                                       |
| 11 - 13 | 2017年12月20日 - 2018年1月3日 | ジミープロデュース究極のハンバーグを作ろうの旅 | ゲスト：ジミー大西                                                       |
| 14 - 16 | 2018年1月10日 - 1月24日       | 何も決めずに長野・ワカサギ釣りの旅             | ゲスト：ほんこん（130R）                                                 |
| 17 - 20 | 2018年1月31日 - 2月21日       | 青森・大間でマグロ満喫の旅                     | ゲスト：持田香織（Every Little Thing）                                   |
| 21 - 24 | 2018年2月28日 - 3月21日       | 秩父温泉・254号線下みちの旅                    | ゲスト：ほんこん（130R）、鈴木拓（ドランクドラゴン）                     |

| 回数    | 放送日                  | 旅内容                                 | 備考                                |
| ------- | ----------------------- | -------------------------------------- | ----------------------------------- |
| 1 - 4   | 2018年4月4日 - 4月25日  | 三重 伊勢志摩満喫の旅                  | ゲスト：ベッキー                    |
| 5 - 7   | 2018年5月2日 - 5月16日  | 木下プロデュース新潟・スノーボードの旅 | ゲスト：木下隆行（TKO）、広瀬アリス |
| 8 - 11  | 2018年5月23日 - 6月14日 | 何も決めずに 鳥取県の旅                |                                     |
| 12 - 15 | 2018年6月20日 - 7月11日 | ウド鈴木おすすめ 山形の旅              | ゲスト：ウド鈴木（キャイ〜ン）      |
| 16 - 22 | 2018年7月18日 - 8月29日 | スリランカでカレー食べまくりの旅       | ゲスト：出川哲朗                    |
| 23 - 24 | 2018年9月5日 - 9月12日  | 都内で納涼スポット巡りの旅             |                                     |

| 回数    | 放送日                        | 旅内容                                        | 備考                                   |
| ------- | ----------------------------- | --------------------------------------------- | -------------------------------------- |
| 1 - 5   | 2018年10月4日 - 10月31日      | 長崎 五島列島でインスタ映えの旅               | ゲスト：中岡創一（ロッチ）             |
| 6 - 11  | 2018年11月7日 - 12月12日      | ロシア・モスクワで観光の旅                    |                                        |
| 12 - 14 | 2018年12月26日 - 2019年1月9日 | 静岡 伊豆でオートキャンプの旅                 | ゲスト：春日俊彰（オードリー）         |
| 15 - 17 | 2019年1月16日 - 1月30日       | 木本プロディース 千葉の旅                     | ゲスト：木本武宏（TKO）                |
| 18 - 21 | 2019年2月6日 - 2月27日        | 冬の山形 満喫の旅                             | ゲスト：持田香織（Every Little Thing） |
| 22 - 24 | 2019年3月6日 - 3月21日        | ジミープロデュース 究極のキムチ鍋を作ろうの旅 | ゲスト：ジミー大西                     |

| 回数    | 放送日                 | 旅内容                           | 備考                                   |
| ------- | ---------------------- | -------------------------------- | -------------------------------------- |
| 1 - 4   | 2019年4月11日 - 5月2日 | 北海道・流氷でウォークの旅       | ゲスト：ベッキー                       |
| 5 - 8   | 2019年5月9日 - 5月30日 | 何も決めず佐賀の旅               | ゲスト：飯尾和樹（ずん）               |
| 9 - 11  | 2019年6月6日 - 6月20日 | 群馬でフライフィッシングの旅     | ゲスト：鈴木拓（ドランクドラゴン）     |
| 12 - 17 | 2019年6月27日 - 8月1日 | 韓国・チェジュ島でグルメの旅     | ゲスト：バカリズム                     |
| 18 - 21 | 2019年8月8日 - 8月29日 | 沖縄でアクティビティしまくりの旅 | ゲスト：持田香織（Every Little Thing） |
| 22 - 24 | 2019年9月5日 - 9月19日 | 東京湾でフィッシングの旅         | ゲスト：原西孝幸（FUJIWARA）           |

| 回数    | 放送日                    | 旅内容                       | 備考                                       |
| ------- | ------------------------- | ---------------------------- | ------------------------------------------ |
| 1 - 4   | 2019年10月3日 - 10月24日  | 何も決めずに石川県の旅       | ゲスト：佐藤栞里                           |
| 5 - 10  | 2019年10月31日 - 12月5日  | バリ島で象とふれあいの旅     | ゲスト：ジミー大西                         |
| 11 - 13 | 2019年12月12日 - 12月26日 | 岐阜県で歴史巡りの旅         | ゲスト：山本博（ロバート）、田村裕（麒麟） |
| 14 - 17 | 2020年1月9日 - 1月30日    | アンガールズ田中と広島県の旅 | ゲスト：田中卓志（アンガールズ）           |
| 18 - 21 | 2020年2月6日 - 2月27日    | 何も決めずに岡山県の旅       | ゲスト：濱口優（よゐこ）                   |
| 22 - 24 | 2020年3月5日 - 3月19日    | 群馬・122号線下みちの旅      | ゲスト：岩尾望（フットボールアワー）       |

- 2020年1月2日は「Hulu傑作スペシャル まねTuber × 海外ドラマ We are ビンジウォッチャーズ」放送の為、休止。

| 回数    | 放送日                  | 旅内容                                  | 備考                                                     |
| ------- | ----------------------- | --------------------------------------- | -------------------------------------------------------- |
| 1 - 3   | 2020年4月9日 - 4月23日  | 鴨川で海外ドラマ見まくりの旅            | ゲスト：劇団ひとり、岸学（どきどきキャンプ）             |
| 4 - 8   | 2020年4月30日 - 5月28日 | 特別編 長崎・五島列島でインスタ映えの旅 | ゲスト：中岡創一（ロッチ）                               |
| 9 - 10  | 2020年6月4日 - 6月11日  | 奥貫薫思い出セレクション                | ゲスト：奥貫薫                                           |
| 11 - 13 | 2020年6月18日 - 7月2日  | オススメ旅プラン聞きまくりの旅          | ゲスト：出川哲朗、昴生（ミキ）                           |
| 14 - 16 | 2020年7月9日 - 7月23日  | 千葉県でソロキャンプの旅                | ゲスト：ヒロシ                                           |
| 17 - 20 | 2020年7月30日 - 8月20日 | 山梨・神奈川で釣り対決の旅              | ゲスト：鈴木拓（ドランクドラゴン）、原西孝幸（FUJIWARA） |
| 21 - 23 | 2020年8月27日 - 9月10日 | 再び都内で納涼スポット巡りの旅          | ゲスト：徳井義実（チュートリアル）                       |
| 24      | 2020年9月17日           | ベッキーをお祝いしようの旅              | ゲスト：ベッキー                                         |

| 回数    | 放送日                        | 旅内容                             | 備考 |
| ------- | ----------------------------- | ---------------------------------- | --- |
| 1 - 3   | 2020年10月8日 - 10月22日      | 奥多摩で童心に帰って遊ぼうの旅     | ゲスト：持田香織（Every Little Thing） |
| 4 - 8   | 2020年10月29日 -11月26日      | 山梨でグランピングの旅             | ゲスト：千鳥 |
| 9 - 14  | 2020年12月3日 - 2021年1月14日 | 出川・指原おすすめ大分県の旅       | ゲスト：出川哲朗、指原莉乃、ジミー大西 |
| 15 - 16 | 2021年1月21日 - 1月28日       | 千葉県でサバゲーを楽しもうの旅     | ゲスト：板倉俊之（インパルス） |
| 17 - 18 | 2021年2月4日 - 2月11日        | 再びおすすめ旅プラン聞きまくりの旅 | ゲスト：とろサーモン、石井輝明（コマンダンテ）、ダイアン、ぺこぱ 2月4日 - 宮崎県・裏パワースポット巡りの旅（とろサーモン）、大阪・初心にかえる旅（石井） 2月11日 - 山口県・絶景満喫の旅（ぺこぱ）、滋賀県・琵琶湖で自然と触れ合う旅（ダイアン） |
| 19 - 21 | 2021年2月18日 - 3月4日        | 神奈川県で海外ドラマ見まくりの旅   | ゲスト：濱口優（よゐこ）、石井輝明（コマンダンテ）、岸学（どきどきキャンプ） |
| 22 - 24 | 2021年3月11日 - 3月25日       | ジミープロデュース 芸術満喫の旅    | ゲスト：ジミー大西、出川哲朗 |

- 2020年12月31日は「FAKE MOTION -卓球の王将- 一挙放送！」放送の為、休止

| 回数    | 放送日                  | 旅内容                                     | 備考                                                     |
| ------- | ----------------------- | ------------------------------------------ | -------------------------------------------------------- |
| 1 - 3   | 2021年4月8日 - 4月22日  | メッセンジャー黒田オススメ大阪〜淡路島の旅 | ゲスト：黒田有（メッセンジャー）                         |
| 4 - 9   | 2021年4月29日 - 6月3日  | 北陸 満喫の旅                              | ゲスト：持田香織（Every Little Thing）                   |
| 10 - 12 | 2021年6月10日 - 6月24日 | 東京湾で釣り対決の旅                       | ゲスト：鈴木拓（ドランクドラゴン）、原西孝幸（FUJIWARA） |
| 13      | 2021年7月1日            | 名場面&未公開集                            |                                                          |
| 14 - 17 | 2021年7月8日 - 7月29日  | ダイアンのやりたい事をやろうの旅           | ゲスト：ダイアン                                         |
| 18 - 21 | 2021年8月5日 - 8月26日  | バカリズムオススメ福岡の旅                 | ゲスト：バカリズム、ゴリけん                             |
| 22 - 24 | 2021年9月2日 - 9月16日  | 山梨県で軽キャンピングカーの旅             | ゲスト：春日俊彰（オードリー）                           |

| 回数    | 放送日                   | 旅内容                         | 備考                                         |
| ------- | ------------------------ | ------------------------------ | -------------------------------------------- |
| 1 - 5   | 2021年10月7日 - 11月3日  | とろサーモンオススメ宮崎県の旅 | ゲスト：とろサーモン                         |
| 6 - 9   | 2021年11月11日 - 12月2日 | 蛍原と徳島県の旅               | ゲスト：蛍原徹                               |
| 10 - 12 | 2021年12月9日 - 12月23日 | 岡村マグロ解体ショーへの旅     | ゲスト：ジミー大西                           |
| 13 - 16 | 2022年1月6日 - 1月27日   | 何も決めずに島根県の旅         | ゲスト：小杉竜一（ブラックマヨネーズ）       |
| 17 - 23 | 2022年2月3日 - 3月31日   | 鹿児島から熊本へ 白と黒の旅    | ゲスト：天野ひろゆき（キャイ〜ン）、矢部太郎 |
| 24      | 2022年3月31日            | 名場面&未公開集                | 3:05 - 3:35に放送。                          |

- 2021年12月30日は『プロジェクトV』放送の為、2022年2月10日は『FIFAクラブワールドカップ2021』中継の為、3月17日は前日に発生した福島県沖地震関連の『NNN報道特番』放送の為、休止。

### シーズン21 - 26（放送内容）
| 回数    | 放送日                  | 旅内容                                 | 備考                                             |
| ------- | ----------------------- | -------------------------------------- | ------------------------------------------------ |
| 1 - 3   | 2022年4月14日 - 4月28日 | ワンちゃんと軽キャンピングカーの旅     | ゲスト：春日俊彰（オードリー）                   |
| 4 - 7   | 2022年5月5日 - 5月26日  | 何も決めずに愛媛県の旅                 | ゲスト：飯尾和樹（ずん）、はるな愛               |
| 8 - 9   | 2022年6月2日 - 6月9日   | 持田さんのお祝いをしようの旅           | ゲスト：持田香織（Every Little Thing）           |
| 10 - 13 | 2022年6月16日 - 7月7日  | 和歌山県でマグロ解体ショーへの旅       | ゲスト：ジミー大西、吉田敬（ブラックマヨネーズ） |
| 14 - 17 | 2022年7月14日 - 8月4日  | メッセンジャー黒田プロデュース明石の旅 | ゲスト：黒田有（メッセンジャー）                 |
| 18 - 24 | 2022年8月11日 - 9月22日 | タイで原点回帰の旅                     | ゲスト：なし                                     |

| 回数    | 放送日                   | 旅内容                         | 備考                                                     |
| ------- | ------------------------ | ------------------------------ | -------------------------------------------------------- |
| 1 - 4   | 2022年10月13日 - 11月3日 | 伊豆でダイビングの旅           | ゲスト：濱口優（よゐこ）、黒沢かずこ（森三中）           |
| 5 - 9   | 2022年11月10日 - 12月1日 | 和歌山県でカツオを釣ろうの旅   | ゲスト：鈴木拓（ドランクドラゴン）                       |
| 10 - 13 | 2022年12月8日 - 12月29日 | 静岡・愛知で歴史巡りの旅       | ゲスト：山本博（ロバート）                               |
| 14 - 18 | 2023年1月5日 - 1月26日   | 何も決めずに長崎県の旅         | ゲスト：吉村崇（平成ノブシコブシ）、長崎亭キヨちゃんぽん |
| 19 - 20 | 2023年2月2日 - 2月9日    | 都内で新年会の旅               | ゲスト：持田香織、ベッキー                               |
| 21 - 24 | 2023年2月16日 - 3月9日   | 石垣島を自由に満喫しよう！の旅 | ゲスト：ジミー大西、明石家さんま                         |
| 25 - 26 | 2023年3月16日 - 3月23日  | 日帰りで冬の秋田 満喫の旅      |                                                          |

| 回数    | 放送日                  | 旅内容                                   | 備考                                                                            |
| ------- | ----------------------- | ---------------------------------------- | ------------------------------------------------------------------------------- |
| 1 - 4   | 2023年4月6日 - 4月27日  | 小籔プロデュース京都?の旅                | ゲスト：小籔千豊、オール阪神・巨人、西川きよし、池乃めだか、川畑泰史、Mr.オクレ |
| 5 - 12  | 2023年5月4日 - 6月15日  | シンガポールでマーライオンを見まくりの旅 | ゲスト：黒田有（メッセンジャー）                                                |
| 13 - 15 | 2023年6月22日 - 7月6日  | 神戸でキャッチボールをしようの旅         | ゲスト：岡田圭右（ますだおかだ）                                                |
| 16 - 18 | 2023年7月13日 - 8月3日  | 狩野英孝プロデュース 宮城県の旅          | ゲスト：狩野英孝                                                                |
| 19 - 22 | 2023年8月10日 - 8月31日 | 何も決めずに広島県の旅                   | ゲスト：ケンドーコバヤシ                                                        |
| 23 - 24 | 2023年9月7日 - 9月14日  | 童心に返って夏を満喫しよう！の旅         | ゲスト：佐藤栞里、持田香織（#24のみ）                                           |

| 回数    | 放送日                         | 旅内容                                   | 備考                             |
| ------- | ------------------------------ | ---------------------------------------- | -------------------------------- |
| 1 - 4   | 2023年10月12日 - 11月2日       | 山口県で歴史巡りの旅                     | ゲスト：山本博（ロバート）       |
| 5 - 7   | 2023年11月9日 - 11月23日       | 関西でオリックスを応援しよう！の旅       | ゲスト：岡田圭右（ますだおかだ） |
| 8 - 13  | 2023年11月30日 - 2024年1月11日 | 四度インドの旅                           | ゲスト：なし                     |
| 14 - 18 | 2024年1月18日 - 2月15日        | 奄美で岡村 回復祝い?の旅                 | ゲスト：出川哲朗                 |
| 19 - 21 | 2024年2月24日 - 3月7日         | 福岡でくっきー！のやりたい事をやろうの旅 | ゲスト：くっきー!                |
| 22 - 24 | 2024年3月14日 - 3月28日        | 宮崎でオリックスキャンプの旅             | ゲスト：岡田圭右（ますだおかだ） |

| 回数    | 放送日                  | 旅内容                                  | 備考                                      |
| ------- | ----------------------- | --------------------------------------- | ----------------------------------------- |
| 1 - 4   | 2024年4月11日 - 5月2日  | 函館でイカ食べまくりの旅                | ゲスト：飯尾和樹（ずん）                  |
| 5 - 8   | 2024年5月9日 - 5月30日  | ランジャタイと富山県満喫の旅            | ゲスト：ランジャタイ                      |
| 9 - 12  | 2024年6月6日 - 6月27日  | 福島でラーメンと風呂の巡りの旅          | ゲスト：秋山竜次（ロバート）              |
| 13 - 19 | 2024年7月4日 - 8月22日  | マカオで世界遺産見まくりの旅            | ゲスト：ダイアン                          |
| 20 - 22 | 2024年8月29日 - 9月12日 | 山形から新潟へオオクワガタ リベンジの旅 | ゲスト：寺門ジモン（ダチョウ倶楽部）      |
| 23 - 24 | 2024年9月19日 - 9月26日 | 東野の誕生日をお祝いし直そう！の旅      | 持田香織、奥貫薫（#24のサプライズゲスト） |

- 2024年8月1日は「2024パリオリンピック体操 男子個人総合決勝」中継のため、休止。

| 回数    | 放送日                    | 旅内容                           | 備考                             |
| ------- | ------------------------- | -------------------------------- | -------------------------------- |
| 1 - 4   | 2024年10月10日 - 10月31日 | 黒田プロデュース 鳥取県の旅      | ゲスト：黒田有（メッセンジャー） |
| 5 - 8   | 2024年11月7日 - 11月28日  | 八丈島で原付バイクに乗ろう！の旅 | ゲスト：博多華丸（博多華丸）     |
| 9 - 12  | 2024年12月5日 - 12月26日  | 何も決めずに香川県の旅           | ゲスト：バカリズム               |
| 13 - 16 | 2025年1月9日 - 1月30日    | 京都で伊根の舟屋 満喫の旅        | ゲスト：ベッキー、ジミー大西     |
| 17 - 24 | 2025年2月6日 - 3月27日    | フィリピン 満喫の旅              | ゲスト：出川哲朗                 |

- 2025年1月2日はドラマ『十角館の殺人』放送のため、休止。

## ネット局

### シーズン1 - 10（ネット局）
| 放送対象地域  | 放送局                    | 系列                                         | 放送日時            | ネット状況 |
| ------------- | ------------------------- | -------------------------------------------- | ------------------- | ---------- |
| 関東広域圏    | 日本テレビ（NTV） 制作局  | 日本テレビ系列                               | 月曜 23:58 - 翌0:29 | 同時ネット |
| 北海道        | 札幌テレビ（STV）         | 日本テレビ系列                               | 月曜 23:58 - 翌0:29 | 同時ネット |
| 青森県        | 青森放送（RAB）           | 日本テレビ系列                               | 月曜 23:58 - 翌0:29 | 同時ネット |
| 岩手県        | テレビ岩手（TVI）         | 日本テレビ系列                               | 月曜 23:58 - 翌0:29 | 同時ネット |
| 宮城県        | ミヤギテレビ（MMT）       | 日本テレビ系列                               | 月曜 23:58 - 翌0:29 | 同時ネット |
| 秋田県        | 秋田放送（ABS）           | 日本テレビ系列                               | 月曜 23:58 - 翌0:29 | 同時ネット |
| 山形県        | 山形放送（YBC）           | 日本テレビ系列                               | 月曜 23:58 - 翌0:29 | 同時ネット |
| 福島県        | 福島中央テレビ（FCT）     | 日本テレビ系列                               | 月曜 23:58 - 翌0:29 | 同時ネット |
| 山梨県        | 山梨放送（YBS）           | 日本テレビ系列                               | 月曜 23:58 - 翌0:29 | 同時ネット |
| 新潟県        | テレビ新潟（TeNY）        | 日本テレビ系列                               | 月曜 23:58 - 翌0:29 | 同時ネット |
| 長野県        | テレビ信州（TSB）         | 日本テレビ系列                               | 月曜 23:58 - 翌0:29 | 同時ネット |
| 静岡県        | 静岡第一テレビ（SDT）     | 日本テレビ系列                               | 月曜 23:58 - 翌0:29 | 同時ネット |
| 富山県        | 北日本放送（KNB）         | 日本テレビ系列                               | 月曜 23:58 - 翌0:29 | 同時ネット |
| 石川県        | テレビ金沢（KTK）         | 日本テレビ系列                               | 月曜 23:58 - 翌0:29 | 同時ネット |
| 福井県        | 福井放送（FBC）           | 日本テレビ系列                               | 月曜 23:58 - 翌0:29 | 同時ネット |
| 中京広域圏    | 中京テレビ（CTV）         | 日本テレビ系列                               | 月曜 23:58 - 翌0:29 | 同時ネット |
| 近畿広域圏    | 読売テレビ（ytv）         | 日本テレビ系列                               | 月曜 23:58 - 翌0:29 | 同時ネット |
| 鳥取県 島根県 | 日本海テレビ（NKT）       | 日本テレビ系列                               | 月曜 23:58 - 翌0:29 | 同時ネット |
| 広島県        | 広島テレビ（HTV）         | 日本テレビ系列                               | 月曜 23:58 - 翌0:29 | 同時ネット |
| 山口県        | 山口放送（KRY）           | 日本テレビ系列                               | 月曜 23:58 - 翌0:29 | 同時ネット |
| 徳島県        | 四国放送（JRT）           | 日本テレビ系列                               | 月曜 23:58 - 翌0:29 | 同時ネット |
| 香川県 岡山県 | 西日本放送（RNC）         | 日本テレビ系列                               | 月曜 23:58 - 翌0:29 | 同時ネット |
| 愛媛県        | 南海放送（RNB）           | 日本テレビ系列                               | 月曜 23:58 - 翌0:29 | 同時ネット |
| 高知県        | 高知放送（RKC）           | 日本テレビ系列                               | 月曜 23:58 - 翌0:29 | 同時ネット |
| 福岡県        | 福岡放送（FBS）           | 日本テレビ系列                               | 月曜 23:58 - 翌0:29 | 同時ネット |
| 長崎県        | 長崎国際テレビ（NIB）     | 日本テレビ系列                               | 月曜 23:58 - 翌0:29 | 同時ネット |
| 熊本県        | くまもと県民テレビ（KKT） | 日本テレビ系列                               | 月曜 23:58 - 翌0:29 | 同時ネット |
| 大分県        | テレビ大分（TOS）         | 日本テレビ系列 フジテレビ系列                | 月曜 23:58 - 翌0:29 | 同時ネット |
| 宮崎県        | テレビ宮崎（UMK）         | フジテレビ系列 日本テレビ系列 テレビ朝日系列 | 月曜 23:58 - 翌0:29 | 同時ネット |
| 鹿児島県      | 鹿児島読売テレビ（KYT）   | 日本テレビ系列                               | 月曜 23:58 - 翌0:29 | 同時ネット |
| 沖縄県        | 沖縄テレビ（OTV）         | フジテレビ系列                               | 土曜 10:00 - 10:30  | 遅れネット |

| 放送対象地域 | 放送局              | 系列           | 放送期間                       | 放送日時                     | 備考       |
| ------------ | ------------------- | -------------- | ------------------------------ | ---------------------------- | ---------- |
| 関東広域圏   | 日本テレビ（NTV）   | 日本テレビ系列 | 2012年10月12日 - 12月28日      | 土曜 1:53 - 2:23（金曜深夜） | 制作局     |
| 宮城県       | ミヤギテレビ（MMT） | 日本テレビ系列 | 2012年11月3日 - 2013年2月3日   | 土曜 15:30 - 16:00           | 遅れネット |
| 新潟県       | テレビ新潟（TeNY）  | 日本テレビ系列 | 2012年12月22日 - 2013年3月23日 | 土曜 17:00 - 17:30           | 遅れネット |
| 富山県       | 北日本放送（KNB）   | 日本テレビ系列 | 2012年12月21日 - 2013年4月19日 | 金曜 1:40 - 2:10（木曜深夜） | 遅れネット |
| 中京広域圏   | 中京テレビ（CTV）   | 日本テレビ系列 | 2012年10月21日 - 2013年2月3日  | 不定期放送                   | 遅れネット |

| 放送対象地域  | 放送局              | 系列           | 放送期間                | 放送日時                     | 備考       |
| ------------- | ------------------- | -------------- | ----------------------- | ---------------------------- | ---------- |
| 関東広域圏    | 日本テレビ（NTV）   | 日本テレビ系列 | 2013年4月10日 - 6月26日 | 水曜 1:29 - 1:59（火曜深夜） | 制作局     |
| 新潟県        | テレビ新潟（TeNY）  | 日本テレビ系列 | 2013年4月10日 - 6月26日 | 水曜 1:29 - 1:59（火曜深夜） | 同時ネット |
| 中京広域圏    | 中京テレビ（CTV）   | 日本テレビ系列 | 2013年4月21日 - 9月21日 | 不定期放送                   | 遅れネット |
| 岡山県 香川県 | 西日本放送（RNC）   | 日本テレビ系列 | 2013年5月19日 - 8月18日 | 日曜 16:55 - 17:25           | 遅れネット |
| 宮城県        | ミヤギテレビ（MMT） | 日本テレビ系列 | 2013年6月16日 - 8月18日 | 日曜 10:55 - 11:25           | 遅れネット |

| 放送対象地域 | 放送局              | 系列           | 放送期間                 | 放送日時                     | 備考       |
| ------------ | ------------------- | -------------- | ------------------------ | ---------------------------- | ---------- |
| 関東広域圏   | 日本テレビ（NTV）   | 日本テレビ系列 | 2013年10月6日 - 12月22日 | 日曜 10:55 - 11:25           | 制作局     |
| 新潟県       | テレビ新潟（TeNY）  | 日本テレビ系列 | 2013年10月17日 -         | 木曜 0:59 - 1:29（水曜深夜） | 遅れネット |
| 宮城県       | ミヤギテレビ（MMT） | 日本テレビ系列 | 2013年10月23日 -         | 木曜 0:59 - 1:29（水曜深夜） | 遅れネット |
| 中京広域圏   | 中京テレビ（CTV）   | 日本テレビ系列 | 2013年10月27日 -         | 不定期放送                   | 遅れネット |

| 放送対象地域 | 放送局            | 系列           | 放送期間                | 放送日時           | 備考   |
| ------------ | ----------------- | -------------- | ----------------------- | ------------------ | ------ |
| 関東広域圏   | 日本テレビ（NTV） | 日本テレビ系列 | 2014年1月12日 - 3月30日 | 日曜 10:55 - 11:25 | 制作局 |

| 放送対象地域 | 放送局                | 系列           | 放送期間                | 放送日時                     | 備考       |
| ------------ | --------------------- | -------------- | ----------------------- | ---------------------------- | ---------- |
| 関東広域圏   | 日本テレビ（NTV）     | 日本テレビ系列 | 2014年4月6日 - 6月22日  | 日曜 10:55 - 11:25           | 制作局     |
| 新潟県       | テレビ新潟（TeNY）    | 日本テレビ系列 | 2014年4月24日 - 7月17日 | 木曜 0:59 - 1:29（水曜深夜） | 遅れネット |
| 長崎県       | 長崎国際テレビ（NIB） | 日本テレビ系列 | 2014年5月4日 - 7月27日  | 日曜 0:55 - 1:55（土曜深夜） | 遅れネット |
| 愛媛県       | 南海放送（RNB）       | 日本テレビ系列 | 2014年6月21日 - 9月13日 | 土曜 10:00 - 10:30           | 遅れネット |

| 放送対象地域 | 放送局             | 系列           | 放送期間                | 放送日時                     | 備考       |
| ------------ | ------------------ | -------------- | ----------------------- | ---------------------------- | ---------- |
| 関東広域圏   | 日本テレビ（NTV）  | 日本テレビ系列 | 2014年7月6日 - 9月21日  | 日曜 10:55 - 11:25           | 制作局     |
| 新潟県       | テレビ新潟（TeNY） | 日本テレビ系列 | 2014年7月24日 - 10月2日 | 木曜 0:59 - 1:29（水曜深夜） | 遅れネット |

| 放送対象地域 | 放送局                    | 系列           | 放送期間                       | 放送日時                     | 備考       |
| ------------ | ------------------------- | -------------- | ------------------------------ | ---------------------------- | ---------- |
| 関東広域圏   | 日本テレビ（NTV）         | 日本テレビ系列 | 2014年10月5日 - 12月21日       | 日曜 10:55 - 11:25           | 制作局     |
| 宮城県       | ミヤギテレビ（MMT）       | 日本テレビ系列 | 2014年10月5日 - 12月21日       | 日曜 10:55 - 11:25           | 同時ネット |
| 熊本県       | くまもと県民テレビ（KKT） | 日本テレビ系列 | 2014年10月5日 - 12月21日       | 日曜 10:55 - 11:25           | 同時ネット |
| 鹿児島県     | 鹿児島読売テレビ（KYT）   | 日本テレビ系列 | 2014年10月5日 - 12月21日       | 日曜 10:55 - 11:25           | 同時ネット |
| 新潟県       | テレビ新潟（TeNY）        | 日本テレビ系列 | 2014年10月16日 - 2015年1月15日 | 木曜 0:59 - 1:29（水曜深夜） | 遅れネット |
| 長崎県       | 長崎国際テレビ（NIB）     | 日本テレビ系列 | 2014年10月26日 -               | 日曜 0:55 - 1:25（土曜深夜） | 遅れネット |

| 放送対象地域 | 放送局                    | 系列           | 放送期間                | 放送日時                     | 備考       |
| ------------ | ------------------------- | -------------- | ----------------------- | ---------------------------- | ---------- |
| 関東広域圏   | 日本テレビ（NTV）         | 日本テレビ系列 | 2015年1月11日 - 3月22日 | 日曜 10:55 - 11:25           | 制作局     |
| 宮城県       | ミヤギテレビ（MMT）       | 日本テレビ系列 | 2015年1月11日 - 3月22日 | 日曜 10:55 - 11:25           | 同時ネット |
| 熊本県       | くまもと県民テレビ（KKT） | 日本テレビ系列 | 2015年1月11日 - 3月22日 | 日曜 10:55 - 11:25           | 同時ネット |
| 鹿児島県     | 鹿児島読売テレビ（KYT）   | 日本テレビ系列 | 2015年1月11日 - 3月22日 | 日曜 10:55 - 11:25           | 同時ネット |
| 新潟県       | テレビ新潟（TeNY）        | 日本テレビ系列 | 2015年1月22日 - 4月2日  | 木曜 0:59 - 1:29（水曜深夜） | 遅れネット |

| 放送対象地域 | 放送局             | 系列           | 放送期間                | 放送日時                     | 備考       |
| ------------ | ------------------ | -------------- | ----------------------- | ---------------------------- | ---------- |
| 関東広域圏   | 日本テレビ（NTV）  | 日本テレビ系列 | 2015年4月12日 - 6月28日 | 日曜 10:55 - 11:25           | 制作局     |
| 新潟県       | テレビ新潟（TeNY） | 日本テレビ系列 | 2015年4月23日 - 7月9日  | 木曜 0:59 - 1:29（水曜深夜） | 遅れネット |
| 北海道       | 札幌テレビ（STV）  | 日本テレビ系列 | 2015年6月26日 - 9月11日 | 金曜 1:29 - 1:59（木曜深夜） | 遅れネット |

| 放送対象地域 | 放送局             | 系列           | 放送期間                | 放送日時                     | 備考       |
| ------------ | ------------------ | -------------- | ----------------------- | ---------------------------- | ---------- |
| 関東広域圏   | 日本テレビ（NTV）  | 日本テレビ系列 | 2015年7月5日 - 9月27日  | 日曜 10:55 - 11:25           | 制作局     |
| 新潟県       | テレビ新潟（TeNY） | 日本テレビ系列 | 2015年7月16日 - 10月8日 | 木曜 0:59 - 1:29（水曜深夜） | 遅れネット |

| 放送対象地域 | 放送局             | 系列           | 放送期間                       | 放送日時                     | 備考       |
| ------------ | ------------------ | -------------- | ------------------------------ | ---------------------------- | ---------- |
| 関東広域圏   | 日本テレビ（NTV）  | 日本テレビ系列 | 2015年10月4日 - 12月27日       | 日曜 10:55 - 11:25           | 制作局     |
| 新潟県       | テレビ新潟（TeNY） | 日本テレビ系列 | 2015年10月15日 - 2016年1月14日 | 木曜 0:29 - 1:29（水曜深夜） | 遅れネット |

| 放送対象地域 | 放送局             | 系列           | 放送期間                | 放送日時                     | 備考       |
| ------------ | ------------------ | -------------- | ----------------------- | ---------------------------- | ---------- |
| 関東広域圏   | 日本テレビ（NTV）  | 日本テレビ系列 | 2016年1月10日 - 3月27日 | 日曜 10:55 - 11:25           | 制作局     |
| 新潟県       | テレビ新潟（TeNY） | 日本テレビ系列 | 2016年1月21日 - 4月14日 | 木曜 0:59 - 1:29（水曜深夜） | 遅れネット |

| 放送対象地域  | 放送局              | 系列           | 放送期間                                 | 放送日時                     | 備考       |
| ------------- | ------------------- | -------------- | ---------------------------------------- | ---------------------------- | ---------- |
| 関東広域圏    | 日本テレビ（NTV）   | 日本テレビ系列 | 2016年4月3日 - 9月25日                   | 日曜 10:55 - 11:25           | 制作局     |
| 北海道        | 札幌テレビ（STV）   | 日本テレビ系列 | 2016年4月3日 - 9月25日                   | 日曜 10:55 - 11:25           | 同時ネット |
| 宮城県        | ミヤギテレビ（MMT） | 日本テレビ系列 | 2016年4月3日 - 9月25日                   | 日曜 10:55 - 11:25           | 同時ネット |
| 香川県 岡山県 | 西日本放送（RNC）   | 日本テレビ系列 | 2016年4月17日 - 10月9日                  | 日曜 12:55 - 13:25           | 遅れネット |
| 新潟県        | テレビ新潟（TeNY）  | 日本テレビ系列 | 2016年4月21日 - 10月13日                 | 木曜 0:59 - 1:29（水曜深夜） | 遅れネット |
| 富山県        | 北日本放送（KNB）   | 日本テレビ系列 | 2016年6月30日 - 10月6日 （途中打ち切り） | 木曜 1:29 - 2:29（水曜深夜） | 遅れネット |
| 近畿広域圏    | 読売テレビ（ytv）   | 日本テレビ系列 | 2016年                                   | 日曜 6:30 - 7:00             | 遅れネット |

| 放送対象地域 | 放送局              | 系列           | 放送期間                                             | 放送日時                                                  | 備考                                     |
| ------------ | ------------------- | -------------- | ---------------------------------------------------- | --------------------------------------------------------- | ---------------------------------------- |
| 関東広域圏   | 日本テレビ（NTV）   | 日本テレビ系列 | 2016年10月13日 - 2017年3月30日                       | 木曜 1:29 - 1:59（水曜深夜）                              | 制作局                                   |
| 宮城県       | ミヤギテレビ（MMT） | 日本テレビ系列 | 2016年10月26日 -                                     | 水曜 0:59 - 1:29（火曜深夜）                              | 遅れネット                               |
| 新潟県       | テレビ新潟（TeNY）  | 日本テレビ系列 | 2016年10月27日 - 2017年1月5日 2017年1月12日 - 5月4日 | 木曜 0:59 - 1:29（水曜深夜） 木曜 1:29 - 1:59（水曜深夜） | 日本テレビと同時間帯であるが、遅れネット |
| 近畿広域圏   | 読売テレビ（ytv）   | 日本テレビ系列 | 2017年1月8日 - 7月9日                                | 日曜 6:30 - 7:00                                          | 遅れネット                               |

### シーズン11 - 20（ネット局）
| 放送対象地域 | 放送局             | 系列           | 放送期間                     | 放送日時                     | 備考                                     |
| ------------ | ------------------ | -------------- | ---------------------------- | ---------------------------- | ---------------------------------------- |
| 関東広域圏   | 日本テレビ（NTV）  | 日本テレビ系列 | 2017年4月13日 - 9月28日      | 木曜 1:29 - 1:59（水曜深夜） | 制作局                                   |
| 新潟県       | テレビ新潟（TeNY） | 日本テレビ系列 | 2017年5月11日 - 11月2日      | 木曜 1:29 - 1:59（水曜深夜） | 日本テレビと同時間帯であるが、遅れネット |
| 近畿広域圏   | 読売テレビ（ytv）  | 日本テレビ系列 | 2017年7月16日 - 2018年2月4日 | 日曜 6:30 - 7:00             | 遅れネット                               |

| 放送対象地域 | 放送局             | 系列           | 放送期間                      | 放送日時                     | 備考                                     |
| ------------ | ------------------ | -------------- | ----------------------------- | ---------------------------- | ---------------------------------------- |
| 関東広域圏   | 日本テレビ（NTV）  | 日本テレビ系列 | 2017年10月5日 - 2018年3月22日 | 木曜 1:29 - 1:59（水曜深夜） | 製作局                                   |
| 新潟県       | テレビ新潟（TeNY） | 日本テレビ系列 | 2017年11月9日 - 2018年5月3日  | 木曜 1:29 - 1:59（水曜深夜） | 日本テレビと同時間帯であるが、遅れネット |
| 近畿広域圏   | 読売テレビ         | 日本テレビ系列 | 2018年2月11日 - 8月12日       | 日曜 6:30 - 7:00             | 遅れネット                               |

| 放送対象地域 | 放送局             | 系列           | 放送期間                                         | 放送日時                                                  | 備考                                     |
| ------------ | ------------------ | -------------- | ------------------------------------------------ | --------------------------------------------------------- | ---------------------------------------- |
| 関東広域圏   | 日本テレビ（NTV）  | 日本テレビ系列 | 2018年4月5日 - 9月12日                           | 木曜 1:29 - 1:59（水曜深夜）                              | 制作局                                   |
| 日本全域     | BS日テレ           | BS放送         | 2018年4月17日 - 9月25日                          | 火曜 23:00 - 23:30                                        | 遅れネット                               |
| 新潟県       | テレビ新潟（TeNY） | 日本テレビ系列 | 2018年5月10日 - 9月27日 2018年10月5日 - 10月19日 | 木曜 1:29 - 1:59（水曜深夜） 金曜 0:59 - 1:29（木曜深夜） | 日本テレビと同時間帯であるが、遅れネット |
| 近畿広域圏   | 読売テレビ（ytv）  | 日本テレビ系列 | 2018年8月19日 - 2019年1月27日                    | 日曜 6:30 - 7:00                                          | 遅れネット                               |

| 放送対象地域 | 放送局             | 系列           | 放送期間                       | 放送日時                     | 備考       |
| ------------ | ------------------ | -------------- | ------------------------------ | ---------------------------- | ---------- |
| 関東広域圏   | 日本テレビ（NTV）  | 日本テレビ系列 | 2018年10月4日 - 2019年3月21日  | 木曜 1:34 - 2:04（水曜深夜） | 制作局     |
| 日本全域     | BS日テレ           | BS放送         | 2018年10月16日 - 2019年4月2日  | 火曜 23:00 - 23:30           | 遅れネット |
| 福岡県       | 福岡放送（FBS）    | 日本テレビ系列 | 2018年10月11日 - 2019年3月28日 | 木曜 1:39 - 2:09（水曜深夜） | 遅れネット |
| 新潟県       | テレビ新潟（TeNY） | 日本テレビ系列 | 2018年10月26日 - 2019年4月12日 | 金曜 0:59 - 1:29（木曜深夜） | 遅れネット |
| 近畿広域圏   | 読売テレビ（ytv）  | 日本テレビ系列 | 2019年3月10日 - 8月18日        | 日曜 6:30 - 7:00             | 遅れネット |

| 放送対象地域 | 放送局             | 系列           | 放送期間                 | 放送日時                     | 備考       |
| ------------ | ------------------ | -------------- | ------------------------ | ---------------------------- | ---------- |
| 関東広域圏   | 日本テレビ（NTV）  | 日本テレビ系列 | 2019年4月11日 - 9月19日  | 木曜 1:29 - 1:59（水曜深夜） | 制作局     |
| 福岡県       | 福岡放送（FBS）    | 日本テレビ系列 | 2019年4月11日 - 9月19日  | 木曜 1:34 - 2:04（水曜深夜） | 遅れネット |
| 日本全域     | BS日テレ           | BS放送         | 2019年4月23日 - 10月8日  | 火曜 23:00 - 23:30           | 遅れネット |
| 新潟県       | テレビ新潟（TeNY） | 日本テレビ系列 | 2019年5月10日 - 10月18日 | 金曜 0:59 - 1:29（木曜深夜） | 遅れネット |

| 放送対象地域 | 放送局             | 系列           | 放送期間                       | 放送日時                     | 備考       |
| ------------ | ------------------ | -------------- | ------------------------------ | ---------------------------- | ---------- |
| 関東広域圏   | 日本テレビ（NTV）  | 日本テレビ系列 | 2019年10月3日 - 2020年3月18日  | 木曜 1:29 - 1:59（水曜深夜） | 制作局     |
| 福岡県       | 福岡放送（FBS）    | 日本テレビ系列 | 2019年10月9日 - 2020年4月9日   | 水曜 1:39 - 2:09（火曜深夜） | 遅れネット |
| 日本全域     | BS日テレ           | BS放送         | 2019年10月16日 - 2020年4月14日 | 火曜 23:00 - 23:30           | 遅れネット |
| 新潟県       | テレビ新潟（TeNY） | 日本テレビ系列 | 2019年10月25日 - 2020年4月10日 | 金曜 0:59 - 1:29（木曜深夜） | 遅れネット |

| 放送対象地域 | 放送局             | 系列           | 放送期間                     | 放送日時                     | 備考       |
| ------------ | ------------------ | -------------- | ---------------------------- | ---------------------------- | ---------- |
| 関東広域圏   | 日本テレビ（NTV）  | 日本テレビ系列 | 2020年4月8日 - 9月7日        | 木曜 1:29 - 1:59（水曜深夜） | 制作局     |
| 福岡県       | 福岡放送（FBS）    | 日本テレビ系列 | 2020年4月16日 -              | 木曜 1:29 - 1:59（水曜深夜） | 遅れネット |
| 新潟県       | テレビ新潟（TeNY） | 日本テレビ系列 | 2020年4月17日 - 9月25日      | 金曜 0:59 - 1:29（木曜深夜） | 遅れネット |
| 日本全域     | BS日テレ           | BS放送         | 2020年4月21日 - 9月29日      | 火曜 23:00 - 23:30           | 遅れネット |
| 近畿広域圏   | 読売テレビ（ytv）  | 日本テレビ系列 | 2020年9月5日 - 2021年3月21日 | 日曜 0:58 - 1:28（土曜深夜） |            |

| 放送対象地域 | 放送局             | 系列           | 放送期間                       | 放送日時                     | 備考       |
| ------------ | ------------------ | -------------- | ------------------------------ | ---------------------------- | ---------- |
| 関東広域圏   | 日本テレビ（NTV）  | 日本テレビ系列 | 2020年10月8日 - 2021年3月25日  | 木曜 1:29 - 1:59（水曜深夜） | 制作局     |
| 福岡県       | 福岡放送（FBS）    | 日本テレビ系列 | 2020年10月14日 - 2021年4月1日  | 木曜 1:29 - 1:59（水曜深夜） | 遅れネット |
| 新潟県       | テレビ新潟（TeNY） | 日本テレビ系列 | 2020年10月16日 - 2021年4月2日  | 金曜 0:59 - 1:29（木曜深夜） | 遅れネット |
| 日本全域     | BS日テレ           | BS放送         | 2020年10月20日 - 2021年4月13日 | 火曜 23:00 - 23:30           | 遅れネット |

| 放送対象地域 | 放送局                | 系列           | 放送期間                     | 放送日時                     | 備考       |
| ------------ | --------------------- | -------------- | ---------------------------- | ---------------------------- | ---------- |
| 関東広域圏   | 日本テレビ（NTV）     | 日本テレビ系列 | 2021年4月8日 -               | 木曜 1:29 - 1:59（水曜深夜） | 制作局     |
| 長崎県       | 長崎国際テレビ（NIB） | 日本テレビ系列 | 2021年4月8日 -               | 木曜 1:29 - 1:59（水曜深夜） | 同時ネット |
| 広島県       | 広島テレビ（HTV）     | 日本テレビ系列 | 2021年4月11日 -              | 日曜 0:55 - 1:25（土曜深夜） | 遅れネット |
| 福岡県       | 福岡放送（FBS）       | 日本テレビ系列 | 2021年4月15日 -              | 木曜 1:29 - 1:59（水曜深夜） | 遅れネット |
| 静岡県       | 静岡第一テレビ（SDT） | 日本テレビ系列 | 2021年4月15日 -              | 木曜 1:34 - 2:04（水曜深夜） | 遅れネット |
| 長野県       | テレビ信州（TSB）     | 日本テレビ系列 | 2021年4月16日 -              | 金曜 1:14 - 1:44（木曜深夜） | 遅れネット |
| 日本全域     | BS日テレ              | BS放送         | 2021年4月20日 -              | 火曜 23:00 - 23:30           | 遅れネット |
| 新潟県       | テレビ新潟（TeNY）    | 日本テレビ系列 | 2021年4月23日 -              | 金曜 0:59 - 1:29（木曜深夜） | 遅れネット |
| 山口県       | 山口放送（KRY）       | 日本テレビ系列 | 2023年1月8日 - 2023年6月25日 | 日曜 10:25 - 10:55           | 遅れネット |

| 放送対象地域 | 放送局             | 系列           | 放送期間                       | 放送日時                     | 備考       |
| ------------ | ------------------ | -------------- | ------------------------------ | ---------------------------- | ---------- |
| 関東広域圏   | 日本テレビ（NTV）  | 日本テレビ系列 | 2021年10月7日 - 2022年3月31日  | 木曜 1:29 - 1:59（水曜深夜） | 制作局     |
| 新潟県       | テレビ新潟（TeNY） | 日本テレビ系列 | 2021年10月15日 - 2022年4月15日 | 金曜 0:59 - 1:29（木曜深夜） | 遅れネット |
| 日本全域     | BS日テレ           | BS放送         | 2021年10月19日 - 2022年4月19日 | 火曜 23:00 - 23:30           | 遅れネット |
| 山口県       | 山口放送（KRY）    | 日本テレビ系列 | 2023年7月2日 - 2023年12月24日  | 日曜 10:25 - 10:55           | 遅れネット |

### シーズン21 - 26（ネット局）
| 放送対象地域 | 放送局             | 系列           | 放送期間                                             | 放送日時                                        | 備考       |
| ------------ | ------------------ | -------------- | ---------------------------------------------------- | ----------------------------------------------- | ---------- |
| 関東広域圏   | 日本テレビ（NTV）  | 日本テレビ系列 | 2022年4月14日 - 9月22日                              | 木曜 1:35 - 2:05（水曜深夜）                    | 制作局     |
| 福岡県       | 福岡放送（FBS）    | 日本テレビ系列 | 2022年4月21日 - 9月23日                              | 木曜 1:29 - 1:59（水曜深夜）                    | 遅れネット |
| 新潟県       | テレビ新潟（TeNY） | 日本テレビ系列 | 2022年4月22日 - 9月30日                              | 金曜 0:59 - 1:29（木曜深夜）                    | 遅れネット |
| 日本全域     | BS日テレ           | BS放送         | 2022年4月26日 - 10月11日                             | 火曜 23:00 - 23:30                              | 遅れネット |
| 山口県       | 山口放送（KRY）    | 日本テレビ系列 | 2024年1月7日 - 2024年4月14日 2024年4月24日 - 6月20日 | 日曜 10:25 - 10:55 木曜 0:54 - 1:24（水曜深夜） | 遅れネット |

| 放送対象地域 | 放送局                | 系列           | 放送期間                       | 放送日時                     | 備考       |
| ------------ | --------------------- | -------------- | ------------------------------ | ---------------------------- | ---------- |
| 関東広域圏   | 日本テレビ（NTV）     | 日本テレビ系列 | 2022年10月13日 - 2023年3月23日 | 木曜 1:35 - 2:05（水曜深夜） | 制作局     |
| 日本全域     | BS日テレ              | BS放送         | 2022年10月18日 -               | 火曜 23:00 - 23:30           | 遅れネット |
| 福岡県       | 福岡放送（FBS）       | 日本テレビ系列 | 2022年10月21日 - 2023年4月7日  | 金曜 0:59 - 1:29（木曜深夜） | 遅れネット |
| 新潟県       | テレビ新潟（TeNY）    | 日本テレビ系列 | 2022年11月3日 - 2023年3月30日  | 金曜 0:59 - 1:29（木曜深夜） | 遅れネット |
| 静岡県       | 静岡第一テレビ（SDT） | 日本テレビ系列 | 2022年12月21日 - 2023年4月19日 | 木曜 2:04 - 2:34（水曜深夜） | 遅れネット |
| 山口県       | 山口放送（KRY）       | 日本テレビ系列 | 2024年7月1日 - 12月16日        | 月曜 10:55 - 11:25           |            |

| 放送対象地域  | 放送局                | 系列           | 放送期間                 | 放送日時                     | 備考       |
| ------------- | --------------------- | -------------- | ------------------------ | ---------------------------- | ---------- |
| 関東広域圏    | 日本テレビ（NTV）     | 日本テレビ系列 | 2023年4月6日 - 9月14日   | 木曜 1:35 - 2:05（水曜深夜） | 制作局     |
| 鳥取県 島根県 | 日本海テレビ（NKT）   | 日本テレビ系列 | 2023年4月13日 - 10月12日 | 木曜 15:50 - 16:20           | 遅れネット |
| 福岡県        | 福岡放送（FBS）       | 日本テレビ系列 | 2023年4月14日 - 9月22日  | 金曜 0:59 - 1:29（木曜深夜） | 遅れネット |
| 新潟県        | テレビ新潟（TeNY）    | 日本テレビ系列 | 2023年4月14日 - 9月22日  | 金曜 0:59 - 1:29（木曜深夜） | 遅れネット |
| 日本全域      | BS日テレ              | BS放送         | 2023年4月18日 - 10月3日  | 火曜 23:00 - 23:30           | 遅れネット |
| 静岡県        | 静岡第一テレビ（SDT） | 日本テレビ系列 | 2023年4月27日 - 10月12日 | 木曜 0:59 - 1:29（水曜深夜） | 遅れネット |
| 山口県        | 山口放送（KRY）       | 日本テレビ系列 | 2025年1月6日 -           | 月曜 10:55 - 11:25           | 遅れネット |

| 放送対象地域  | 放送局                | 系列           | 放送期間                                               | 放送日時                              | 備考       |
| ------------- | --------------------- | -------------- | ------------------------------------------------------ | ------------------------------------- | ---------- |
| 関東広域圏    | 日本テレビ（NTV）     | 日本テレビ系列 | 2023年10月12日 - 2024年3月28日                         | 木曜 1:35 - 2:05（水曜深夜）          | 制作局     |
| 鳥取県 島根県 | 日本海テレビ（NKT）   | 日本テレビ系列 | 2023年10月19日 - 2024年3月28日 （途中打ち切り）        | 木曜 15:50 - 16:20                    | 遅れネット |
| 福岡県        | 福岡放送（FBS）       | 日本テレビ系列 | 2023年10月20日 - 2024年4月5日                          | 金曜 0:54 - 1:24（木曜深夜）          | 遅れネット |
| 新潟県        | テレビ新潟（TeNY）    | 日本テレビ系列 | 2023年10月20日 - 4月12日                               | 金曜 0:59 - 1:29（木曜深夜）          | 遅れネット |
| 日本全域      | BS日テレ              | BS放送         | 2023年10月24日 -                                       | 火曜 23:00 - 23:30                    | 遅れネット |
| 日本全域      | BSよしもと            | BS放送         | 2025年7月13日予定 -                                    | 日曜 21:00 - 21:30                    | 遅れネット |
| 静岡県        | 静岡第一テレビ（SDT） | 日本テレビ系列 | 2023年10月25日 - 2024年3月27日 2024年4月28日 - 5月12日 | 水曜 11:00 - 11:30 日曜 13:00 - 13:30 | 遅れネット |

| 放送対象地域 | 放送局                | 系列           | 放送期間                              | 放送日時                                        | 備考       |
| ------------ | --------------------- | -------------- | ------------------------------------- | ----------------------------------------------- | ---------- |
| 関東広域圏   | 日本テレビ（NTV）     | 日本テレビ系列 | 2024年4月11日 - 9月26日               | 木曜 1:35 - 2:05（水曜深夜）                    | 制作局     |
| 福岡県       | 福岡放送（FBS）       | 日本テレビ系列 | 2024年4月19日 - 10月4日               | 金曜 0:54 - 1:24（木曜深夜）                    | 遅れネット |
| 新潟県       | テレビ新潟（TeNY）    | 日本テレビ系列 | 2024年4月19日 - 10月4日               | 金曜 0:59 - 1:29（木曜深夜）                    | 遅れネット |
| 静岡県       | 静岡第一テレビ（SDT） | 日本テレビ系列 | 2024年5月19日 - 6月30日 2024年7月11日 | 日曜 13:00 - 13:30 木曜 2:06 - 2:36（水曜深夜） | 遅れネット |

| 放送対象地域 | 放送局             | 系列           | 放送期間                       | 放送日時                     | 備考       |
| ------------ | ------------------ | -------------- | ------------------------------ | ---------------------------- | ---------- |
| 関東広域圏   | 日本テレビ（NTV）  | 日本テレビ系列 | 2024年10月10日 - 2025年3月27日 | 木曜 1:35 - 2:05（水曜深夜） | 制作局     |
| 福岡県       | 福岡放送（FBS）    | 日本テレビ系列 | 2024年10月17日 -               | 金曜 0:54 - 1:24（木曜深夜） | 遅れネット |
| 新潟県       | テレビ新潟（TeNY） | 日本テレビ系列 | 2024年10月25日 - 2025年4月4日  | 金曜 0:59 - 1:29（木曜深夜） | 遅れネット |
| 日本全域     | BS日テレ           | BS放送         | 2024年10月22日 - 2025年5月13日 | 火曜 23:00 - 23:30           | 遅れネット |
| 近畿広域圏   | 読売テレビ         | 日本テレビ系列 | 2025年2月23日 -                | 不定期放送                   | 遅れネット |

## テーマ曲
- 初代：奥田民生「イージュー★ライダー」
- 2代目：奥田民生「タビザル★ライダー」

当初は「イージュー★ライダー」の原曲を使用していたが、後に奥田本人が、番組に合わせて歌詞の一部を変更して新録した新バージョン「タビザル★ライダー」を発表、「ハワイの旅」にてビデオメッセージとともに楽曲が贈られた。放送後、着うた配信限定でリリースされ、オリコン初登場9位にランクインしている。

## スタッフ

### TBS版
- 構成：北本かつら、塩野智章、たちばなひとなり
- ディレクター：堤本幸男、松本真
- アシスタントディレクター：南家幸太、才藤仁
- プロデューサー：竹本夏絵（よしもとクリエイティブ・エージェンシー）、今滝陽介（BACK-UP）
- 技術協力：スウィッシュ・ジャパン、麻布プラザ、TSP
- 制作協力：BACK-UP
- 制作：吉本興業
- 製作：TBS

### 日本テレビ版

#### シーズン1 - 11（スタッフ）
シーズン1（スタッフ）
- 同行ディレクター：堤本幸男、田川裕也
- ナレーション：奥貫薫
- 構成：塩野智章、たちばなひとなり、大塚博信、ビル坂恵
- 撮影：玉城善彦（スウィッシュ・ジャパン）
- 音声：大島亮
- EED：曽根隼一（麻布プラザ）
- MA：熊井明子
- TK：長坂真由美
- イラスト：長谷恭三
- CG：杉山健（デジデリック）
- 編成：鯉渕友康
- 宣伝：斉藤由美
- デスク：川渕恵子
- 制作進行：須ノ内友恵
- AD：徳永雄治、古沢将、保原倫久、菊田裕二、西村啓志
- ディレクター：松本真、那須大輔、扇山篤司、森俊平
- プロデューサー：堀金澄彦、竹本夏絵、今滝陽介
- チーフプロデューサー：松崎聡男
- 協力：バックアップメディア
- 制作協力：吉本興業
- 製作著作：日本テレビ

過去のスタッフ
- 編成：松隈美和、田中裕樹

シーズン2（スタッフ）
- 同行ディレクター：堤本幸男、田川裕也、徳永雄治
- ナレーション：奥貫薫
- 構成：塩野智章、たちばなひとなり、大塚博信、ビル坂恵
- 撮影：玉城善彦（スウィッシュジャパン）
- 音声：大島亮
- 音効：竹内陽
- EED：曽根隼一（麻布プラザ）
- MA：熊井明子
- TK：長坂真由美
- イラスト：長谷恭三
- CG：デジデリック
- 編成企画：植野浩之
- 編成：池田潔美
- ライツ事業：福家育代
- 宣伝：斉藤由美
- WEB：安部亮
- デスク：川渕恵子
- 「東野・岡村の旅猿2」製作委員会：大島満・茶ノ前香（VAP）、内田久喜・関和紀（よしもとアール・アンド・シー）
- 制作進行：須ノ内友恵
- AD：徳永雄治、古沢将、保原倫久、菊田裕二、西村啓志
- ディレクター：松本真、鈴木顕尚
- プロデューサー：堀金澄彦、竹本夏絵、真壁正彦、今滝陽介
- チーフプロデューサー：松崎聡男
- 協力：バックアップメディア、BEEPS
- 制作協力：吉本興業
- 企画制作：日本テレビ
- 製作著作：「東野・岡村の旅猿2」製作委員会

シーズン3（スタッフ）
- 同行ディレクター：堤本幸男、西村啓志、但木洋光
- ナレーション：奥貫薫
- 構成：塩野智章、たちばなひとなり、大塚博信、ビル坂恵
- 技術：玉城善行（スウィッシュジャパン）
- 音効：竹内陽
- EED：曽根隼一（麻布プラザ）
- MA：熊井明子
- イラスト：長谷恭三
- CG：デジデリック
- 編成企画：植野浩之
- 編成：伊藤加寿子
- ライツ事業：炭谷宗佑
- 宣伝：斉藤由美
- WEB：倉又広行
- デスク：川渕恵子
- 「東野・岡村の旅猿3」製作委員会：岡本東郎・田村学・月成大地（VAP）、内田久喜・関和紀（よしもとアール・アンド・シー）
- AP：泉亜希子
- ディレクター：田川裕也、鈴木顕尚
- プロデューサー：堀金澄彦、真壁正彦、今滝陽介
- チーフプロデューサー：松崎聡男
- 協力：BEEPS
- 制作協力：吉本興業、バックアップメディア
- 製作著作：日本テレビ、「東野・岡村の旅猿3」製作委員会

シーズン4（スタッフ）
- 同行ディレクター：堤本幸男／田川裕也、但木洋光、松本真、鈴木顕尚（旅先によって2人ずつ担当し、残りはディレクター）
- ナレーション：奥貫薫
- 構成：塩野智章、たちばなひとなり、大塚博信、ビル坂恵
- 技術：玉城善彦（スウィッシュジャパン）
- 音効：竹内陽
- EED：曽根隼一（麻布プラザ）
- MA：熊井明子
- イラスト：長谷恭三
- CG：デジデリック
- 編成企画：植野浩之
- 編成：森俊憲
- コンテンツ事業：藤井健一
- 宣伝：斉藤由美
- WEB：倉又広行
- デスク：川渕恵子
- 「東野・岡村の旅猿4」製作委員会：岡本東郎・田村学・月成大地（VAP）、内田久喜・関和紀（よしもとアール・アンド・シー）
- AP：那須太輔、泉亜希子
- ディレクター：松本真、鈴木顕尚、田川裕也、但木洋光（同行Dと2人ずつ交代）／西村啓志
- プロデューサー：吉無田剛、真壁正彦、今瀧陽介
- チーフプロデューサー：松崎聡男
- 協力：BEEPS
- 制作協力：吉本興業、バックアップメディア
- 企画制作：日本テレビ
- 製作著作：「東野・岡村の旅猿4」製作委員会

シーズン5（スタッフ）
- 同行ディレクター：堤本幸男、西村啓志/鈴木顕尚、但木洋光（旅先によって1人ずつ担当し、残りはディレクター）
- ナレーション：奥貫薫
- 構成：塩野智章、たちばなひとなり、大塚博信、ビル坂恵
- 技術：玉城善彦（スウィッシュジャパン）
- 音効：竹内陽（TSP）
- 編集：曽根隼一（麻布プラザ）
- MA：熊井明子（麻布プラザ）
- イラスト：長谷恭三
- CG：デジデリック
- 編成企画：植野浩之
- 編成：西川大助
- コンテンツ事業：藤井健一
- 宣伝：斉藤由美
- WEB：倉又広行
- デスク：川渕惠子
- 「東野・岡村の旅猿5」製作委員会：茶ノ前香、室屋睦（VAP）、内田久喜・関和紀（よしもとアール・アンド・シー）
- AD：田崎雅史
- AP：那須太輔、田中裕樹、泉亜希子
- ディレクター：田川裕也/但木洋光、鈴木顕尚（同行Dと1人ずつ交代）
- プロデューサー：吉無田剛、中村聡太、今瀧陽介
- チーフプロデューサー：松崎聡男
- 協力：BEEPS
- 制作協力：吉本興業、バックアップメディア
- 企画制作：日テレ
- 製作著作：「東野・岡村の旅猿5」製作委員会

過去のスタッフ
- 編成：森俊憲（日テレ版シーズン4 - 2014年6月8日）
- コンテンツ事業：炭谷宗佑（日テレ版シーズン3 - 2013年12月1日、シーズン3時のみライツ事業）
- プロデューサー：堀金澄彦（日テレ版シーズン1 - 2013年11月24日）

シーズン6・7（スタッフ）
- 同行ディレクター：堤本幸男/鈴木顕尚、西村隆志
- ナレーション：奥貫薫
- 構成：塩野智章、たちばなひとなり、大塚博信、ビル坂恵
- 技術：玉城善彦（スウィッシュ・ジャパン）
- 音効：竹内陽（TSP）
- 編集：曽根隼一（麻布プラザ）
- MA：熊井明子（麻布プラザ）
- イラスト：長谷恭三
- CG：デジデリック
- 編成企画：植野浩之
- 編成：久保真一郎
- コンテンツ事業：山下洋
- 宣伝：斉藤由美
- WEB：倉又広行
- デスク：川渕惠子
- 「東野・岡村の旅猿6・7」製作委員会：茶ノ前香、室屋睦（VAP）、斉藤達也、関和紀（よしもとアール・アンド・シー）
- AD：田崎雅史
- AP：田中裕樹、泉亜希子
- ディレクター：田川裕也、但木洋光
- プロデューサー：吉無田剛、中村聡太、今瀧陽介
- チーフプロデューサー：道坂忠久
- 協力：BEEPS
- 制作協力：吉本興業、バックアップメディア
- 企画制作：日テレ
- 製作著作：「東野・岡村の旅猿6・7」製作委員会

過去のスタッフ
- 編成：西川大助（日テレ版シーズン5 - 2015年5月31日）
- AP：那須太輔（日テレ版シーズン4 - 2015年5月31日）
- チーフプロデューサー：松崎聡男（日テレ版シーズン1 - 2014年11月30日）、加藤幸二郎（2014年12月7日 - 2015年5月31日）

シーズン8（スタッフ）
- 同行ディレクター：堤本幸男、鈴木顕尚、西村隆志、田川裕也（旅先によって1人ずつ担当し、残りはディレクター）
- ナレーション：奥貫薫
- 構成：塩野智章、たちばなひとなり、大塚博信、ビル坂恵
- 技術：玉城善彦（スウィッシュ・ジャパン）
- 音効：竹内陽（TSP）
- EED：曽根隼一（麻布プラザ）
- MA：熊井明子
- イラスト：長谷恭三
- CG：デジデリック
- コンテンツ事業：山下洋
- 宣伝：鎌田淳平
- WEB：倉又広行
- デスク：清水敬子
- TK：奈良里美
- AD：田崎雅史
- AP：小倉文、泉亜希子
- ディレクター：西村隆志、但木洋光（同行Dと1人ずつ交代）
- プロデューサー：堀金澄彦、中村聡太、今瀧陽介
- 制作：古野千秋
- 協力：BEEPS
- 制作協力：吉本興業、バックアップメディア
- 製作著作：日本テレビ

シーズン9（スタッフ）
- 同行ディレクター：堤本幸男、鈴木顕尚、田川裕也、阿部史弥
- ナレーション：奥貫薫、柳楽優弥（柳楽→匠企画のみ）
- 構成：塩野智章、たちばなひとなり、大塚博信、ビル坂恵
- 技術：玉城善彦（スウィッシュ・ジャパン）
- 音効：竹内陽（TSP）
- EED：曽根隼一（麻布プラザ）
- MA：熊井明子
- イラスト：長谷恭三
- CG：デジデリック
- コンテンツ事業：山下洋
- 宣伝：進英二
- WEB：倉又広行
- デスク：保坂淳子
- TK：奈良里美
- AD：田崎雅史、宮川貴匡
- AP：小倉文、泉亜希子
- ディレクター：西村啓志、但木洋光（同行Dと1人ずつ交代）
- プロデューサー：合田伊知郎、大谷重雄、今瀧陽介
- 制作：八木元
- 協力：BEEPS
- 制作協力：吉本興業、バックアップメディア
- 製作著作：日本テレビ

過去のスタッフ
- プロデューサー：堀金澄彦（日テレ版シーズン8 - 2016年5月29日）
- 制作：古野千秋（日テレ版シーズン8 - 2016年5月29日）

シーズン10・11（スタッフ）
- 同行ディレクター：堤本幸男、西村啓志、田﨑雅史（田﨑→以前はAD）、田川裕也
- ナレーション：奥貫薫
- 構成：塩野智章、たちばなひとなり、大塚博信、ビル坂恵
- 技術：玉城善彦（スウィッシュ・ジャパン）
- 音効：竹内陽（TSP）
- 編集：曽根隼一（麻布プラザ）
- MA：熊井明子
- イラスト：長谷恭三
- CG：デジデリック
- コンテンツ事業：山下洋
- 宣伝：梅本大介
- WEB：倉又広行
- デスク：保坂淳子
- TK：奈良里美
- 「東野・岡村の旅猿」製作委員会：茶ノ前香、室屋睦（VAP）、山地克明、郡山隆志（よしもとクリエイティブ・エージェンシー）
- AD：宮川貴匡
- AP：増田潤則、泉亜希子
- ディレクター：鈴木顕尚、但木洋光、阿部史弥（同行Dと1人ずつ交代）
- プロデューサー：北條伸樹、大谷重雄、今瀧陽介
- 制作：八木元
- 協力：BEEPS
- 制作協力：吉本興業、バックアップメディア
- 企画制作：日テレ
- 製作著作：「東野・岡村の旅猿10・11」製作委員会

過去のスタッフ
- 宣伝：小名木萌子（日テレ版シーズン10 - 2017年5月31日）
- AP：小倉文（日テレ版シーズン8 - 2017年7月中旬）
- プロデューサー：合田伊知郎（日テレ版シーズン9の途中｛2016年6月｝ - 2017年5月31日）

#### シーズン12 - 19（スタッフ）
シーズン12 - （スタッフ）
- 同行ディレクター：田川裕也、阿部史弥、西村啓志、鈴木顕尚
- ナレーション：奥貫薫
- 構成：塩野智章、たちばなひとなり、大塚博信、ビル坂恵
- 技術：玉城善彦（スウィッシュ・ジャパン）
- 音効：竹内陽（TSP）
- EED：曽根隼一（麻布プラザ）
- MA：熊井明子
- イラスト：長谷恭三
- CG：デジデリック
- コンテンツ事業：山下洋
- 宣伝：梅本大介
- WEB：倉又広行
- デスク：保坂淳子
- TK：奈良里美
- 「東野・岡村の旅猿12」製作委員会：山田洋二、室屋睦（VAP）、山地克明、郡山隆志（よしもとクリエイティブ・エージェンシー）
- AD：渡辺均
- AP：増田潤則、泉亜希子
- ディレクター：但木洋光、田﨑雅史
- 演出：堤本幸男
- プロデューサー：大谷重雄、今瀧陽介
- 制作：北條伸樹（2017年12月7日- 以前はプロデューサー）
- 協力：BEEPS
- 制作協力：吉本興業、バックアップメディア
- 企画制作：日テレ
- 製作著作：「東野・岡村の旅猿12」製作委員会

過去のスタッフ
- 制作：八木元（日テレ版シーズン9 - 2017年11月30日）

シーズン13（スタッフ）
- 同行ディレクター：田川裕也、鈴木顕尚、田﨑雅史
- 構成：塩野智章、たちばなひとなり、大塚博信、ビル坂恵
- 技術：渡辺勇気（スウイッシュ・ジャパン）
- 音効：竹内陽（TSP）
- 編集：曽根隼一（麻布プラザ）
- MA：熊井明子
- イラスト：長谷恭三
- CG：デジデリック
- コンテンツ事業：山下洋
- 宣伝：梅本大介
- WEB：倉又広行
- デスク：皆川由香（2018年6月6日 -）
- TK：奈良里美
- 「東野・岡村の旅猿13」製作委員会：岡本東郎、今井洋行（VAP）、山地克明、郡山隆志（よしもとクリエイティブ・エージェンシー）
- AD：渡辺均
- AP：増田潤則、泉亜希子
- ディレクター：西村啓志
- 演出：堤本幸男
- プロデューサー：長田宙（2018年6月6日 -）、大谷重雄、今瀧陽介
- 制作：田中宏史（2018年6月6日 -）
- 協力：BEEPS
- 制作協力：吉本興業、バックアップメディア
- 企画制作：日テレ
- 製作著作：「東野・岡村の旅猿13」製作委員会

過去のスタッフ
- デスク：保坂淳子（日テレ版シーズン9 - 2018年5月30日）
- 制作：北條伸樹（日テレ版シーズン12の途中｛2017年12月7日｝ - 2018年5月30日、以前はプロデューサー）

シーズン14（スタッフ）
- 同行ディレクター：田川裕也、鈴木顕尚、田﨑雅史
- 構成：塩野智章、たちばなひとなり、大塚博信、ビル坂恵
- 技術：玉城善彦（スウィッシュ・ジャパン）
- 音効：竹内陽（TSP）
- EED：曽根隼一（麻布プラザ）
- MA：熊井明子
- イラスト：長谷恭三
- CG：デジデリック
- コンテンツ事業：山下洋
- 宣伝：梅本大介
- WEB：倉又広行
- デスク：皆川由香
- TK：奈良里美
- 「東野・岡村の旅猿14」製作委員会：岡本東郎、今井洋行（VAP）、山地克明、郡山隆志（よしもとクリエイティブ・エージェンシー）
- AD：渡辺均
- AP：中田美津子、泉亜希子
- ディレクター：西村啓志、高橋誠哉、玉城良浩
- 演出：堤本幸男
- プロデューサー：武末大作、上田崇博（共に2018年12月12日 - ）、嶋和也、今瀧陽介
- 制作：田中宏史
- 協力：BEEPS
- 制作協力：吉本興業、バックアップメディア
- 企画制作：日テレ
- 製作著作：「東野・岡村の旅猿14」製作委員会

過去のスタッフ
- プロデューサー：長田宙（日テレ版シーズン13の途中｛2018年6月6日｝ - 2018年12月5日）

シーズン15（スタッフ）
- 同行ディレクター：田川裕也、高橋誠哉、玉城良浩
- 構成：塩野智章、たちばなひとなり、大塚博信、ビル坂恵
- 技術：玉城善彦（スウィッシュ・ジャパン）
- 音効：竹内陽（TSP）
- EED：曽根隼一（麻布プラザ）
- MA：熊井明子
- イラスト：長谷恭三
- CG：デジデリック
- コンテンツ事業：山下洋
- 宣伝：桐本篤
- WEB：倉又広行
- デスク：皆川由香
- TK：奈良里美
- 「東野・岡村の旅猿15」製作委員会：岡本東郎、今井洋行（VAP）、山地克明、郡山隆志（よしもとクリエイティブ・エージェンシー）
- AD：渡辺均、尾小山直登
- AP：邵東方、泉亜希子
- ディレクター：鈴木顕尚、西村啓志、田﨑雅史
- 演出：堤本幸男
- プロデューサー：上田崇博、嶋和也、今瀧陽介
- 制作：前田直彦（2019年6月5日 - ）
- 協力：BEEPS
- 制作協力：吉本興業、バックアップメディア
- 企画制作：日テレ
- 製作著作：「東野・岡村の旅猿15」製作委員会

過去のスタッフ
- 宣伝：梅本大介
- プロデューサー：武末大作（日テレ版シーズン14の途中｛2018年12月12日｝ - 日テレ版シーズン15の途中｛2019年5月29日｝）
- 制作：田中宏史（日テレ版シーズン13の途中｛2018年6月6日｝ - 日テレ版シーズン15の途中｛2019年5月29日｝）

シーズン16・17（スタッフ）
- 同行ディレクター：田川裕也、高橋誠哉、玉城良浩
- 構成：塩野智章、たちばなひとなり、大塚博信、ビル坂恵
- 技術：玉城善彦（スウィッシュ・ジャパン）
- 音効：竹内陽（TSP）
- EED：曽根隼一（麻布プラザ）
- MA：熊井明子
- イラスト：長谷恭三
- CG：デジデリック
- コンテンツ事業：山下洋
- 宣伝：桐本篤
- WEB：倉又広行
- デスク：皆川由香
- TK：奈良里美
- 「東野・岡村の旅猿16・17」製作委員会：VAP、吉本興業、岡本東郎、山地克明、今井洋行、郡山隆志
- AD：渡辺均、尾小山直登
- AP：邵東方、泉亜希子
- ディレクター：鈴木顕尚、西村啓志、田﨑雅史
- 演出：堤本幸男
- プロデューサー：上田崇博、近藤陽子、今瀧陽介
- 制作：前田直彦
- 協力：BEEPS
- 制作協力：吉本興業、バックアップメディア
- 企画制作：日テレ
- 製作著作：「東野・岡村の旅猿16・17」製作委員会

シーズン18（スタッフ）
- 同行ディレクター：田川裕也、田﨑雅史、西村啓志
- 構成：塩野智章、たちばなひとなり、大塚博信、ビル坂恵
- 技術：玉城善彦（スウィッシュ・ジャパン）
- 音効：竹内陽（TSP）
- EED：曽根隼一（麻布プラザ）
- MA：熊井明子
- イラスト：長谷恭三
- CG：デジデリック
- コンテンツ事業：山下洋
- 宣伝：桐本篤
- WEB：倉又広行
- デスク：藤田真樹
- TK：奈良里美
- 「東野・岡村の旅猿18」製作委員会：VAP、吉本興業、岡本東郎、山地克明、今井洋行、郡山隆志
- AD：渡辺均、尾小山直登
- AP：世継栄太、泉亜希子
- ディレクター：鈴木顕尚、高橋誠哉、玉城良浩
- プロデューサー：上田崇博、近藤陽子、今瀧陽介
- 制作：安島隆
- 協力：BEEPS
- 制作協力：吉本興業、バックアップメディア
- 企画制作：日テレ
- 製作著作：「東野・岡村の旅猿18」製作委員会

シーズン19（スタッフ）
- 同行ディレクター：田川裕也、高橋誠哉、渡辺均
- 構成：塩野智章、たちばなひとなり、大塚博信、ビル坂恵
- 技術：玉城善彦（スウィッシュ・ジャパン）
- 音効：竹内陽（TSP）
- EED：曽根隼一（麻布プラザ）
- MA：熊井明子
- イラスト：長谷恭三
- CG：デジデリック
- コンテンツ事業：飯泉亜希子（2021年6月2日-）
- 宣伝：桐本篤
- WEB：倉又広行
- デスク：藤田真樹
- TK：奈良里美
- 「東野・岡村の旅猿19」製作委員会：VAP、吉本興業 山田洋二、山地克明、越智紗幸、郡山隆志
- AD：長田悟志
- AP：世継栄太、泉亜希子
- ディレクター：鈴木顕尚、田﨑雅史
- プロデューサー：上田崇博、近藤陽子、今瀧陽介
- 制作：安島隆
- 協力：BEEPS
- 制作協力：吉本興業、バックアップメディア
- 企画制作：日テレ
- 製作著作：「東野・岡村の旅猿19」製作委員会

過去のスタッフ
- 同行ディレクター：西村啓志
- コンテンツ事業：山下洋

#### シーズン20 - 25（スタッフ）
シーズン20（スタッフ）
- 同行ディレクター：田川裕也、鈴木顕尚、田﨑雅史
- 構成：塩野智章、たちばなひとなり、大塚博信、ビル坂恵
- 技術：玉城善彦（スウィッシュ・ジャパン）
- 音効：竹内陽（TSP）
- EED：曽根隼一（麻布プラザ）
- MA：熊井明子
- イラスト：長谷恭三
- CG：デジデリック
- コンテンツ事業：飯泉亜希子
- 宣伝：桐本篤
- WEB：倉又広行
- デスク：藤田真樹
- TK：奈良里美
- 「東野・岡村の旅猿20」製作委員会：VAP、吉本興業 山田洋二、山地克明、越智紗幸、郡山隆志
- ディレクター：高橋誠哉、渡辺均、三井知人/長田悟志
- プロデューサー：天野英明（2021年12月1日 - ）、近藤陽子、今瀧陽介/世継栄太、泉亜希子
- 制作：安島隆
- 協力：BEEPS
- 制作協力：吉本興業、バックアップメディア
- 企画制作：日テレ
- 製作著作：「東野・岡村の旅猿20」製作委員会

シーズン21（スタッフ）
- 同行ディレクター：田川裕也、高橋誠哉、三井知人
- 構成：塩野智章、たちばなひとなり、大塚博信、ビル坂恵
- 技術：玉城善彦（スウィッシュ・ジャパン）
- 音効：竹内陽（TSP）
- EED：曽根隼一（麻布プラザ）
- MA：熊井明子
- イラスト：長谷恭三
- CG：デジデリック
- コンテンツ事業：首藤由紀子
- 宣伝：桐本篤
- WEB：倉又広行
- デスク：藤田真樹
- TK：奈良里美
- 「東野・岡村の旅猿21」製作委員会：VAP、吉本興業 山田洋二、山地克明、越智紗幸、郡山隆志
- ディレクター：鈴木顕尚、田﨑雅史、渡辺均/長田悟志
- プロデューサー：石浜勇樹（2022年6月8日 - ） 、近藤陽子、今瀧陽介/世継栄太、泉亜希子
- 制作：安島隆
- 協力：BEEPS
- 制作協力：吉本興業、バックアップメディア
- 企画制作：日テレ
- 製作著作：「東野・岡村の旅猿21」製作委員会

過去のスタッフ
- コンテンツ事業：飯泉亜希子
- プロデューサー：上田崇博、天野英明（天野→2021年12月1日 - 2022年6月1日）

シーズン22（スタッフ）
- 同行ディレクター：田川裕也、渡辺均、田﨑雅史
- 構成：塩野智章、たちばなひとなり、大塚博信、ビル坂恵
- 技術：玉城善彦（スウィッシュ・ジャパン）
- 音効：竹内陽（TSP）
- EED：曽根隼一（麻布プラザ）
- MA：熊井明子
- イラスト：長谷恭三
- CG：デジデリック
- コンテンツ事業：首藤由紀子
- 宣伝：桐本篤
- WEB：倉又広行
- デスク：藤田真樹
- TK：奈良里美
- 「東野・岡村の旅猿22」製作委員会：VAP、吉本興業 山本剛士、山地克明、越智紗幸、郡山隆志
- ディレクター：鈴木顕尚、高橋誠哉、三井知人/長田悟志
- プロデューサー：黒川高、中川天（共に2022年12月7日 - ）、今瀧陽介/泉亜希子
- 制作：鈴木淳一（2022年12月7日 - ）
- 協力：BEEPS
- 制作協力：吉本興業、バックアップメディア
- 企画制作：日テレ
- 製作著作：「東野・岡村の旅猿22」製作委員会

過去のスタッフ
- プロデューサー：石浜勇樹（2022年6月8日 - 11月30日）、近藤陽子/世継栄太（共に2022年11月30日まで）
- 制作：安島隆（2020年10月8日 - 2022年11月30日）

シーズン23（スタッフ）
- 同行ディレクター：田川裕也、高橋誠哉（#1 - 4・12 - 14、#5 - 11・15 - 18はディレクター）、三井知人（#1 - 4・15 - 18、#5 - 14はディレクター）
- 構成：塩野智章、たちばなひとなり、大塚博信、ビル坂恵
- 技術：玉城善彦（スウィッシュ・ジャパン）
- 音効：竹内陽（TSP）
- EED：曽根隼一（麻布プラザ）
- MA：熊井明子
- イラスト：長谷恭三
- CG：デジデリック
- コンテンツ事業：首藤由紀子
- 宣伝：桐本篤
- WEB：倉又広行
- デスク：藤田真樹
- TK：奈良里美
- 「東野・岡村の旅猿23」製作委員会：VAP、吉本興業 山本剛士（#1 - 14）、山地克明、越智紗幸、郡山隆志、関和紀（#15 - 18）
- ディレクター：鈴木顕尚（#1 - 4・12 - 18、#5 - 11は同行ディレクター）、田﨑雅史（#1 - 11・15 - 18、12 - 14は同行ディレクター）、渡辺均（#1 - 4・12 - 14、#5 - 11・15 - 18は同行ディレクター） / 長田悟志
- プロデューサー：黒川高、中川天、今瀧陽介 / 泉亜希子
- 制作：鈴木淳一
- 協力：BEEPS
- 制作協力：吉本興業、バックアップメディア
- 企画制作：日テレ
- 製作著作：「東野・岡村の旅猿23」製作委員会

シーズン24（スタッフ）

シーズン25（スタッフ）
- 同行ディレクター：田川裕也、田﨑雅史（#1 - 4・13 - 19、#5 - 12・20 - 24はディレクター）、三井知人（#1 - 4・9 - 12・23 - 24、#5 - 8・13 - 20 - 22はディレクター）
- 構成：塩野智章、たちばなひとなり、大塚博信、ビル坂恵
- 技術：玉城善彦（スウィッシュ・ジャパン）
- 音効：竹内陽（TSP）
- EED：曽根隼一（麻布プラザ）
- MA：熊井明子
- イラスト：長谷恭三
- CG：デジデリック
- コンテンツ事業：鈴木香子（#9 - 24）
- 宣伝：桐本篤
- WEB：倉又広行
- デスク：谷本薫香
- TK：奈良里美
- 「東野・岡村の旅猿25」製作委員会：VAP、吉本興業、関和紀、山地克明、越智紗幸、郡山隆志
- ディレクター：鈴木顕尚（#1 - 4・9 - 12・20 - 24、#5 - 8・13 - 19は同行ディレクター）、高橋誠哉（#1 - 8・13 - 19、#9 - 12・20 - 24は同行ディレクター）、渡辺均（#1 - 4・9 - 19・23 - 24、#5 - 8・20 - 22は同行ディレクター） / 長田悟志、黒﨑小鉄（#7 - 24）
- プロデューサー：福田逸平太、中川天、今瀧陽介 / 泉亜希子
- 制作：鈴木淳一
- 協力：BEEPS
- 制作協力：吉本興業、バックアップメディア
- 企画制作：日テレ
- 製作著作：「東野・岡村の旅猿25」製作委員会
- 海外コーディネート：汪涛（株式会社フライメディア） - #13 - 19
- 撮影協力：マカオ政府観光局（#13 - 17）

過去のスタッフ
- コンテンツ事業：首藤由紀子（#8まで）

#### シーズン26（スタッフ）
シーズン26（スタッフ）

#### スペシャル版（スタッフ）
- 構成：塩野智章、たちばなひとなり、大塚博信、ビル坂恵
- ディレクター：長坂信行、南家幸太、高畑忠司、高橋誠哉、三井知人、長田悟志、黒﨑小鉄
- 同行ディレクター：堤本幸男、松本真、田川裕也、田﨑雅史、渡辺均、鈴木顕尚
- プロデューサー：堀金澄彦、安島隆、竹本夏絵、今滝陽介、福田逸平太、中川天、今瀧陽介、泉亜希子
- チーフプロデューサー：松崎聡男
- 技術協力：スウィッシュ・ジャパン、麻布プラザ、TSP
- 制作協力：吉本興業、BACK-UP
- 製作著作：日本テレビ

## 備考
- スペシャル第3回および第4回の放送では日本テレビ、中京テレビ、読売テレビでのみ20:54 - 21:00に事前ミニ番組『まもなく!東野・岡村の旅猿』が放送された。
- スペシャル第3回の放送の未公開シーンが、『S-1バトル』の2009年7月配信分としてエントリーされた。
- 2011年3月14日は東日本大震災関連の『NNN緊急特番』（23:58 - 翌1:59）放送のため休止。当日放送分は、1週繰り下げて放送。

## DVD
セル版・レンタル版ともにテレビでは放送されなかった未公開シーンを追加して再編集されたプレミアム完全版。更にセル版にはレンタル版には収録されていないスペシャル特典映像が追加されている。
|         |               | 発売日         | タイトル                                                               | レーベル                                     | 商品番号      |
| ------- | ------------- | -------------- | ---------------------------------------------------------------------- | -------------------------------------------- | ------------- |
| 第1弾   | SP2           | 2011年2月15日  | 中国の旅                                                               | VAP / よしもとアール・アンド・シー           | YRBY-90371    |
| 第2弾   | SP3           | 2011年3月15日  | ベトナムの旅                                                           | VAP / よしもとアール・アンド・シー           | YRBY-90371    |
| 第3弾   | シーズン1     | 2011年4月13日  | 出川哲朗ともう一度インドの旅                                           | VAP / よしもとアール・アンド・シー           | YRBY-90377    |
|         | SP1           | 2011年5月18日  | 東野・岡村のプライベートでごめんなさい… インドの旅（TBS版）            | VAP / よしもとアール・アンド・シー           | YRBN-90182    |
| 第4弾   | シーズン1     | 2011年6月14日  | 韓国リアクションの旅&四国酷道走破の旅                                  | VAP / よしもとアール・アンド・シー           | YRBN-90215    |
| 第5弾   | シーズン1     | 2011年7月12日  | パラオでイルカと泳ごう!の旅&南房総岡村復帰の旅                         | VAP / よしもとアール・アンド・シー           | YRBN-90216    |
| 第6弾   | SP4           | 2012年4月30日  | ハワイの旅                                                             | VAP / よしもとアール・アンド・シー           | YRBN-90407    |
| 第7弾   | SP5           | 2012年5月23日  | スイスの旅                                                             | VAP / よしもとアール・アンド・シー           | YRBN-90408    |
| 第8弾   | SP6           | 2012年12月26日 | トルコの旅                                                             | VAP / よしもとアール・アンド・シー           | YRBN-90512    |
| 第9弾   | シーズン2     | 2013年1月23日  | 岩手・八幡平でキャンプと秘湯の旅                                       | VAP / よしもとアール・アンド・シー           | YRBJ-50001    |
| 第10弾  | シーズン2     | 2013年2月20日  | 北海道・屈斜路湖 カヌーで行く秘湯の旅                                  | VAP / よしもとアール・アンド・シー           | YRBJ-50002    |
| 第11弾  | シーズン2     | 2013年3月20日  | 山梨・甲州で海外ドラマ観まくりの旅                                     | VAP / よしもとアール・アンド・シー           | YRBJ-50003    |
| 第12弾  | シーズン2     | 2013年4月24日  | 琵琶湖で船上クリスマスパーティーの旅                                   | VAP / よしもとアール・アンド・シー           | YRBJ-50004    |
| 第13弾  | シーズン1     | 2013年6月26日  | 地獄谷温泉で野猿を撮ろう!の旅&是非見てほしい奈良の旅                   | VAP / よしもとアール・アンド・シー           | YRBN-90591    |
| 第14弾  | シーズン1     | 2013年7月17日  | 台湾の旅                                                               | VAP / よしもとアール・アンド・シー           | YRBN-90592    |
| 第15弾  | シーズン3     | 2013年8月21日  | 瀬戸内海・島巡りの旅 ワクワク編                                        | VAP / よしもとアール・アンド・シー           | YRBJ-50005    |
| 第16弾  | シーズン3     | 2013年9月18日  | 瀬戸内海・島巡りの旅 ハラハラ編                                        | VAP / よしもとアール・アンド・シー           | YRBJ-50006    |
| 第17弾  | シーズン3     | 2013年10月23日 | 築地で海外ドラマ観まくりの旅                                           | VAP / よしもとアール・アンド・シー           | YRBJ-50007    |
| 第18弾  | シーズン3     | 2013年11月20日 | 無人島・サバイバルの旅                                                 | VAP / よしもとアール・アンド・シー           | YRBJ-50008    |
| 第19弾  | シーズン1     | 2013年12月25日 | 奥多摩で初キャンプの旅                                                 | VAP / よしもとアール・アンド・シー           | YRBN-90651    |
| 第20弾  | シーズン1     | 2014年1月22日  | ネパールの旅                                                           | VAP / よしもとアール・アンド・シー           | YRBN-90652    |
| 第21弾  | シーズン4     | 2014年4月2日   | 三度 インドの旅 ワクワク編                                             | VAP / よしもとアール・アンド・シー           | ANSB-56521    |
| 第22弾  | シーズン4     | 2014年4月2日   | 三度 インドの旅 ハラハラ編                                             | VAP / よしもとアール・アンド・シー           | ANSB-56522    |
| 第23弾  | シーズン4     | 2014年5月7日   | 岩手県・久慈 朝ドラ ロケ地巡りの旅 ワクワク編                          | VAP / よしもとアール・アンド・シー           | ANSB-56523    |
| 第24弾  | シーズン4     | 2014年5月7日   | 岩手県・久慈 朝ドラ ロケ地巡りの旅 ドキドキ編 & 鴨川・小湊温泉で忘年会 | VAP / よしもとアール・アンド・シー           | ANSB-56524    |
| 第25弾  | シーズン5     | 2014年10月1日  | カンボジア・穴場リゾートの旅 ワクワク編                                | VAP / よしもとアール・アンド・シー           | ANSB-56525    |
| 第26弾  | シーズン5     | 2014年10月1日  | カンボジア・穴場リゾートの旅 ハラハラ編                                | VAP / よしもとアール・アンド・シー           | ANSB-56526    |
| 第27弾  | シーズン5     | 2014年11月5日  | 箱根日帰り温泉・下みちの旅                                             | VAP / よしもとアール・アンド・シー           | ANSB-56527    |
| 第28弾  | シーズン5     | 2014年12月3日  | 木下プロデュース 軽井沢・BBQの旅                                       | VAP / よしもとアール・アンド・シー           | ANSB-56528    |
| 第29弾  | SP8&シーズン6 | 2015年4月1日   | カリブ海の旅① ワクワク編                                               | VAP / よしもとアール・アンド・シー           | ANSB-56529    |
| 第30弾  | SP8&シーズン6 | 2015年4月1日   | カリブ海の旅② ハラハラ編                                               | VAP / よしもとアール・アンド・シー           | ANSB-56530    |
| 第31弾  | SP8&シーズン6 | 2015年5月6日   | カリブ海の旅③ ルンルン編                                               | VAP / よしもとアール・アンド・シー           | ANSB-56531    |
| 第32弾  | SP8&シーズン6 | 2015年5月6日   | カリブ海の旅④ ウキウキ編                                               | VAP / よしもとアール・アンド・シー           | ANSB-56532    |
| 第33弾  | SP8&シーズン6 | 2015年6月3日   | カリブ海の旅⑤ ドキドキ編                                               | VAP / よしもとアール・アンド・シー           | ANSB-56533    |
| 第34弾  | シーズン6     | 2015年6月3日   | 群馬 猿ヶ京温泉・下みちの旅                                            | VAP / よしもとアール・アンド・シー           | ANSB-56534    |
| 第35弾  | シーズン7     | 2015年10月7日  | 茨城・日帰り温泉 下みちの旅                                            | VAP / よしもとアール・アンド・シー           | ANSB-56535    |
| 第36弾  | シーズン7     | 2015年11月4日  | ジミープロデュース 富士宮・ピクニックの旅                              | VAP / よしもとアール・アンド・シー           | ANSB-56536    |
| 第37弾  | シーズン7     | 2015年12月2日  | マレーシアでオランウータンを撮ろう!の旅 ワクワク編                     | VAP / よしもとアール・アンド・シー           | ANSB-56537    |
| 第38弾  | シーズン7     | 2015年12月2日  | マレーシアでオランウータンを撮ろう!の旅 ドキドキ編                     | VAP / よしもとアール・アンド・シー           | ANSB-56538    |
| 第39弾  | SP7           | 2016年2月24日  | タイの旅 ワクワク編                                                    | VAP / よしもとアール・アンド・シー           | YRBN-91024    |
| 第40弾  | SP7           | 2016年2月24日  | タイの旅 ハラハラ編                                                    | VAP / よしもとアール・アンド・シー           | YRBN-91025    |
| 第41弾  | シーズン8     | 2016年3月30日  | 北海道・知床 ヒグマを観ようの旅                                        | VAP / よしもとアール・アンド・シー           | ANSB-56539    |
| 第42弾  | シーズン8     | 2016年4月27日  | グアム・スキューバライセンス取得の旅 ワクワク編                        | VAP / よしもとアール・アンド・シー           | ANSB-56540    |
| 第43弾  | シーズン8     | 2016年4月27日  | グアム・スキューバライセンス取得の旅 ハラハラ編                        | VAP / よしもとアール・アンド・シー           | ANSB-56541    |
| 第44弾  | シーズン8     | 2016年5月25日  | 高尾山・下みちの旅                                                     | VAP / よしもとアール・アンド・シー           | ANSB-56542    |
| 第45弾  | シーズン9     | 2017年1月18日  | 沖縄・石垣島 スキューバダイビングの旅 ワクワク編                       | VAP / よしもとアール・アンド・シー           | YRBN-91111    |
| 第46弾  | シーズン9     | 2017年1月18日  | 沖縄・石垣島 スキューバダイビングの旅 ルンルン編                       | VAP / よしもとアール・アンド・シー           | YRBN-91112    |
| 第47弾  | シーズン9     | 2017年2月15日  | 夏の北海道 満喫の旅 ワクワク編                                         | VAP / よしもとアール・アンド・シー           | YRBN-91114    |
| 第48弾  | シーズン9     | 2017年2月15日  | 夏の北海道 満喫の旅 ルンルン編                                         | VAP / よしもとアール・アンド・シー           | YRBN-91115    |
| 第49弾  | シーズン10    | 2017年10月4日  | 西伊豆・ツーリングの旅                                                 | VAP / よしもとクリエイティブ・エージェンシー | YRBJ-50009    |
| 第50弾  | シーズン10    | 2017年11月8日  | ロス〜ラスベガス オープンカーの旅 ワクワク編                           | VAP / よしもとクリエイティブ・エージェンシー | YRBJ-50010    |
| 第51弾  | シーズン10    | 2017年11月8日  | ロス〜ラスベガス オープンカーの旅 ルンルン編                           | VAP / よしもとクリエイティブ・エージェンシー | YRBJ-50011    |
| 第52弾  | シーズン10    | 2017年12月6日  | ジミープロデュース究極のお好み焼きを作ろうのたび                       | VAP / よしもとクリエイティブ・エージェンシー | YRBJ-50012    |
| 第53弾  | シーズン10    | 2017年12月6日  | スペシャルお買い得版                                                   | VAP / よしもとクリエイティブ・エージェンシー | YRBJ-500013/4 |
| 第54弾  | シーズン11    | 2018年4月4日   | ニュージーランド・キャンプの旅 ワクワク編                              | VAP / よしもとクリエイティブ・エージェンシー | YRBJ-50015    |
| 第55弾  | シーズン11    | 2018年4月4日   | ニュージーランド・キャンプの旅 ワクワク編                              | VAP / よしもとクリエイティブ・エージェンシー | YRBJ-50016    |
| 第56弾  | シーズン11    | 2018年5月9日   | キャンプの聖地山梨・道志村でリベンジの旅                               | VAP / よしもとクリエイティブ・エージェンシー | YRBJ-50017    |
| 第57弾  | シーズン11    | 2018年5月9日   | 高知・四万十川の旅                                                     | VAP / よしもとクリエイティブ・エージェンシー | YRBJ-50018    |
| 第58弾  | シーズン11    | 2018年6月6日   | スペシャルお買い得版                                                   | VAP / よしもとクリエイティブ・エージェンシー | YRBJ-50019/20 |
| 第59弾  | シーズン12    | 2018年10月10日 | 山梨県・淡水ダイビング&BBQの旅                                         | VAP / よしもとクリエイティブ・エージェンシー | YRBJ-50021    |
| 第60弾  | シーズン12    | 2018年11月14日 | ハワイ・聖地ノースシェアでサーフィンの旅 ワクワク編                    | VAP / よしもとクリエイティブ・エージェンシー | YRBJ-50022    |
| 第61弾  | シーズン12    | 2018年11月14日 | ハワイ・聖地ノースシェアでサーフィンの旅 ハラハラ編                    | VAP / よしもとクリエイティブ・エージェンシー | YRBJ-50023    |
| 第62弾  | シーズン12    | 2018年12月12日 | ジミープロデュース 究極のハンバークを作ろうの旅                        | VAP / よしもとクリエイティブ・エージェンシー | YRBJ-50024    |
| 第63弾  | シーズン12    | 2018年12月12日 | スペシャルお買い得版                                                   | VAP / よしもとクリエイティブ・エージェンシー | YRBJ-50025/6  |
| 第64弾  | シーズン13    | 2019年4月10日  | 三重 伊勢志摩満喫の旅                                                  | VAP / よしもとクリエイティブ・エージェンシー | YRBJ-50027    |
| 第65弾  | シーズン13    | 2019年4月10日  | ウド鈴木おすすめ 山形の旅                                              | VAP / よしもとクリエイティブ・エージェンシー | YRBJ-50028    |
| 第66弾  | シーズン13    | 2019年5月8日   | スリランカでカレー食べまくりの旅 ワクワク編                            | VAP / よしもとクリエイティブ・エージェンシー | YRBJ-50029    |
| 第67弾  | シーズン13    | 2019年5月8日   | スリランカでカレー食べまくりの旅 ウキウキ編                            | VAP / よしもとクリエイティブ・エージェンシー | YRBJ-50030    |
| 第68弾  | シーズン13    | 2019年6月12日  | スペシャルお買い得版                                                   | VAP / よしもとクリエイティブ・エージェンシー | YRBJ-50031/32 |
| 第69弾  | シーズン14    | 2019年10月9日  | 長崎 五島列島でインスタ映えの旅                                        | VAP/吉本興業                                 | YRBJ-50033    |
| 第70弾  | シーズン14    | 2019年11月13日 | ロシア・モスクワで観光の旅 ワクワク編                                  | VAP/吉本興業                                 | YRBJ-50034    |
| 第71弾  | シーズン14    | 2019年11月13日 | ロシア・モスクワで観光の旅 ウキウキ編                                  | VAP/吉本興業                                 | YRBJ-50035    |
| 第72弾  | シーズン14    | 2019年12月11日 | 静岡 伊豆でオートキャンプの旅                                          | VAP/吉本興業                                 | YRBJ-50036    |
| 第73弾  | シーズン14    | 2019年12月11日 | スペシャルお買い得版                                                   | VAP/吉本興業                                 | YRBJ-50037/38 |
| 第74弾  | シーズン15    | 2020年4月8日   | 北海道・流水ウォークの旅                                               | VAP/吉本興業                                 | YRBJ-50039    |
| 第75弾  | シーズン15    | 2020年5月13日  | 韓国・チェジュ島でグルメの旅 ワクワク編                                | VAP/吉本興業                                 | YRBJ-50040    |
| 第76弾  | シーズン15    | 2020年5月13日  | 韓国・チェジュ島でグルメの旅 ドキドキ編                                | VAP/吉本興業                                 | YRBJ-50041    |
| 第77弾  | シーズン15    | 2020年6月10日  | 沖縄でアクティビティしまくりの旅                                       | VAP/吉本興業                                 | YRBJ-50042    |
| 第78弾  | シーズン15    | 2020年6月10日  | スペシャルお買い得版                                                   | VAP/吉本興業                                 | YRBJ-50043/44 |
| 第79弾  | シーズン16    | 2020年10月14日 | なんでも決めずに石川県の旅                                             | VAP/吉本興業                                 | YRBJ-50045    |
| 第80弾  | シーズン16    | 2020年11月11日 | バリ島で象と触れ合い旅 ワクワク編                                      | VAP/吉本興業                                 | YRBJ-50046    |
| 第81弾  | シーズン16    | 2020年11月11日 | バリ島で象と触れ合い旅 ウキウキ編                                      | VAP/吉本興業                                 | YRBJ-50047    |
| 第82弾  | シーズン16    | 2020年12月9    | アンガールズ田中オススメ広島県の旅                                     | VAP/吉本興業                                 | YRBJ-50048    |
| 第83弾  | シーズン16    | 2020年12月9    | スペシャルお買い得版                                                   | VAP/吉本興業                                 | YRBJ-50049/50 |
| 第84弾  | 特別編        | 2021年4月14日  | 極楽とんぼとBBQの旅                                                    | VAP/吉本興業                                 | YRBJ-50051    |
| 第85弾  | シーズン17    | 2021年5月12日  | 千葉県でソロキャンプの旅                                               | VAP/吉本興業                                 | YRBJ-50052    |
| 第86弾  | シーズン17    | 2021年5月12日  | 山梨・神奈川で釣り対決の旅                                             | VAP/吉本興業                                 | YRBJ-50053    |
| 第87弾  | シーズン17    | 2021年6月9日   | 再び都内で納涼スポット巡りの旅                                         | VAP/吉本興業                                 | YRBJ-50054    |
| 第88弾  | シーズン17    | 2021年6月9日   | スペシャルお買い得版                                                   | VAP/吉本興業                                 | YRBJ-50055/56 |
| 第89弾  | シーズン18    | 2021年10月13日 | 奥多摩で童心に帰って遊ぼうの旅                                         | VAP/吉本興業                                 | YRBJ-50057    |
| 第90弾  | シーズン18    | 2021年10月13日 | 山梨でグランピングの旅                                                 | VAP/吉本興業                                 | YRBJ-50058    |
| 第91弾  | シーズン18    | 2021年11月10日 | 出川・指原おすすめ大分県の旅 ワクワク編                                | VAP/吉本興業                                 | YRBJ-50059    |
| 第92弾  | シーズン18    | 2021年11月10日 | 出川・指原おすすめ大分県の旅 ハラハラ編                                | VAP/吉本興業                                 | YRBJ-50060    |
| 第93弾  | シーズン18    | 2021年12月8日  | スペシャルお買い得版                                                   | VAP/吉本興業                                 | YRBJ-50061/2  |
| 第94弾  | シーズン19    | 2022年4月13日  | 北陸 満喫の旅 ワクワク編                                               | VAP/吉本興業                                 | YRBJ-50063    |
| 第95弾  | シーズン19    | 2022年4月13日  | 北陸 満喫の旅 ハラハラ編                                               | VAP/吉本興業                                 | YRBJ-50064    |
| 第96弾  | シーズン19    | 2022年5月11日  | ダイアンのやりたい事をやろうの旅                                       | VAP/吉本興業                                 | YRBJ-50065    |
| 第97弾  | シーズン19    | 2022年5月11日  | バカリズムオススメ福岡の旅                                             | VAP/吉本興業                                 | YRBJ-50066    |
| 第98弾  | シーズン19    | 2022年6月8日   | スペシャルお買い得版                                                   | VAP/吉本興業                                 | YRBJ-50067/8  |
| 第99弾  | シーズン20    | 2022年10月12日 | とろサーモンオススメ宮崎県の旅                                         | VAP/吉本興業                                 | YRBJ-50069    |
| 第100弾 | シーズン20    | 2022年10月12日 | 何も決めずに島根県の旅                                                 | VAP/吉本興業                                 | YRBJ-50070    |
| 第101弾 | シーズン20    | 2022年11月16日 | 鹿児島から熊本へ 白と黒の旅 ワクワク編                                 | VAP/吉本興業                                 | YRBJ-50071    |
| 第102弾 | シーズン20    | 2022年11月16日 | 鹿児島から熊本へ 白と黒の旅 ハラハラ編                                 | VAP/吉本興業                                 | YRBJ-50072    |
| 第103弾 | シーズン20    | 2022年12月14日 | スペシャルお買い得版                                                   | VAP/吉本興業                                 | YRBJ-50073/4  |
| 第104弾 | シーズン21    | 2023年4月12日  | 何も決めずに愛媛県の旅                                                 | VAP/吉本興業                                 | YRBJ-50075    |
| 第105弾 | シーズン21    | 2023年4月12日  | 和歌山県で岡村マグロ解体ショーへの旅                                   | VAP/吉本興業                                 | YRBJ-50076    |
| 第106弾 | シーズン21    | 2023年5月10日  | タイで原点回帰の旅 ワクワク編                                          | VAP/吉本興業                                 | YRBJ-50077    |
| 第107弾 | シーズン21    | 2023年5月10日  | タイで原点回帰の旅 ルンルン編                                          | VAP/吉本興業                                 | YRBJ-50078    |
| 第108弾 | シーズン21    | 2023年6月14日  | スペシャルお買得版                                                     | VAP/吉本興業                                 | YRBJ-50079/80 |
| 第109弾 | シーズン22    | 2023年10月11日 | 伊豆でダイビングの旅                                                   | VAP/吉本興業                                 | YRBJ-50081    |
| 第110弾 | シーズン22    | 2023年10月11日 | 静岡・愛知で歴史巡りの旅                                               | VAP/吉本興業                                 | YRBJ-50082    |
| 第111弾 | シーズン22    | 2023年11月8日  | 何も決めずに長崎県の旅                                                 | VAP/吉本興業                                 | YRBJ-50083    |
| 第112弾 | シーズン22    | 2023年11月8日  | 石垣島を自由に満喫しよう！の旅                                         | VAP/吉本興業                                 | YRBJ-50084    |
| 第113弾 | シーズン22    | 2023年12月13日 | スペシャルお買得版                                                     | VAP/吉本興業                                 | YRBJ-50085/6  |
| 第114弾 | シーズン23    | 2024年4月10日  | 小籔プロデュース京都？の旅                                             | VAP/吉本興業                                 | YRBJ-50087    |
| 第115弾 | シーズン23    | 2024年4月10日  | 何も決めずに広島県の旅                                                 | VAP/吉本興業                                 | YRBJ-50088    |
| 第116弾 | シーズン23    | 2024年5月8日   | シンガポールでマーライオンを見まくりの旅 ワクワク編                    | VAP/吉本興業                                 | YRBJ-50089    |
| 第117弾 | シーズン23    | 2024年5月8日   | 静シンガポールでマーライオンを見まくりの旅 ドギドキ編                  | VAP/吉本興業                                 | YRBJ-50090    |
| 第118弾 | シーズン23    | 2024年6月12日  | スペシャルお買得版                                                     | VAP/吉本興業                                 | YRBJ-50091/2  |
| 第119弾 | シーズン24    | 2024年10月9日  | 四度 インドの旅 ドギドキ編                                             | VAP/吉本興業                                 | YRBJ-50093    |
| 第120弾 | シーズン24    | 2024年10月9日  | 四度 インドの旅 ハラハラ編                                             | VAP/吉本興業                                 | YRBJ-50094    |
| 第121弾 | シーズン24    | 2024年11月13日 | 奄美で岡村回復祝い？の旅                                               | VAP/吉本興業                                 | YRBJ-50095    |
| 第122弾 | シーズン24    | 2024年11月13日 | 福岡でくっきー！のやりたい事をやろうの旅                               | VAP/吉本興業                                 | YRBJ-50096    |
| 第123弾 | シーズン24    | 2024年12月11日 | スペシャルお買得版                                                     | VAP/吉本興業                                 | YRBJ-50097/8  |
| 第124弾 | シーズン24    | 2024年12月11日 | 大間で岡村マグロ解体ショーへの旅 完結編                                | VAP/吉本興業                                 | YRBN-91599    |
| 第125弾 | シーズン25    | 2025年4月9日   | 函館でイカ食べまくりの旅                                               | VAP/吉本興業                                 | YRBJ-50099    |
| 第126弾 | シーズン25    | 2025年4月9日   | 福島でラーメンと風呂巡りの旅                                           | VAP/吉本興業                                 | YRBJ-50100    |
| 第127弾 | シーズン25    | 2025年5月14日  | マカオで世界遺産見まくりの旅 ワクワク編                                | VAP/吉本興業                                 | YRBJ-50101    |
| 第128弾 | シーズン25    | 2025年5月14日  | マカオで世界遺産見まくりの旅 ウキウキ編                                | VAP/吉本興業                                 | YRBJ-50102    |
| 第129弾 | シーズン25    | 2025年6月11日  | スペシャルお買得版                                                     | VAP/吉本興業                                 | YRBJ-50103/4  |